# オールドレンズ

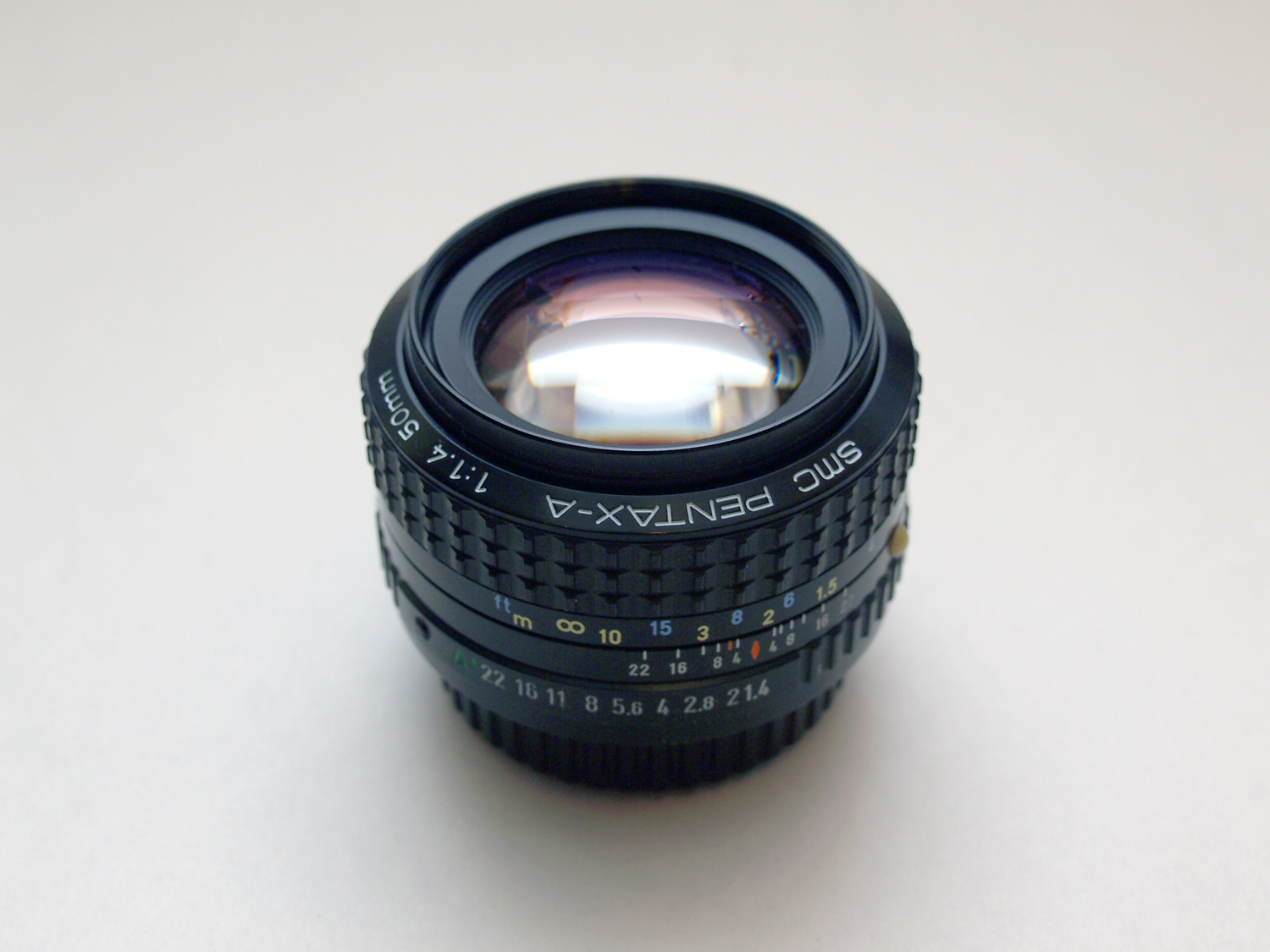
Asahi Opt.
Super-Takumar50mm 1.4

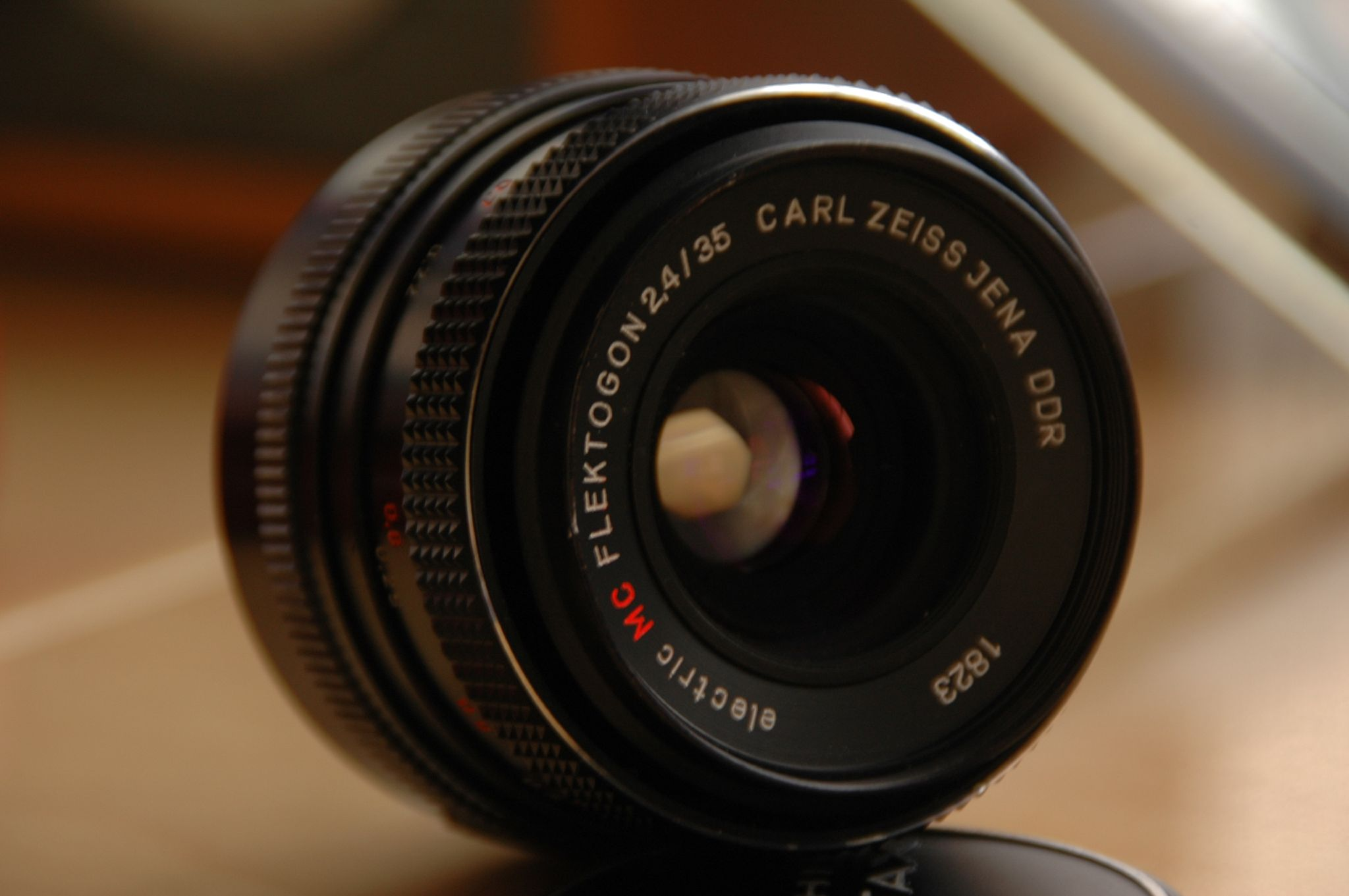
Carl Zeiss Jena
MC Flektogon 2.4 35mm

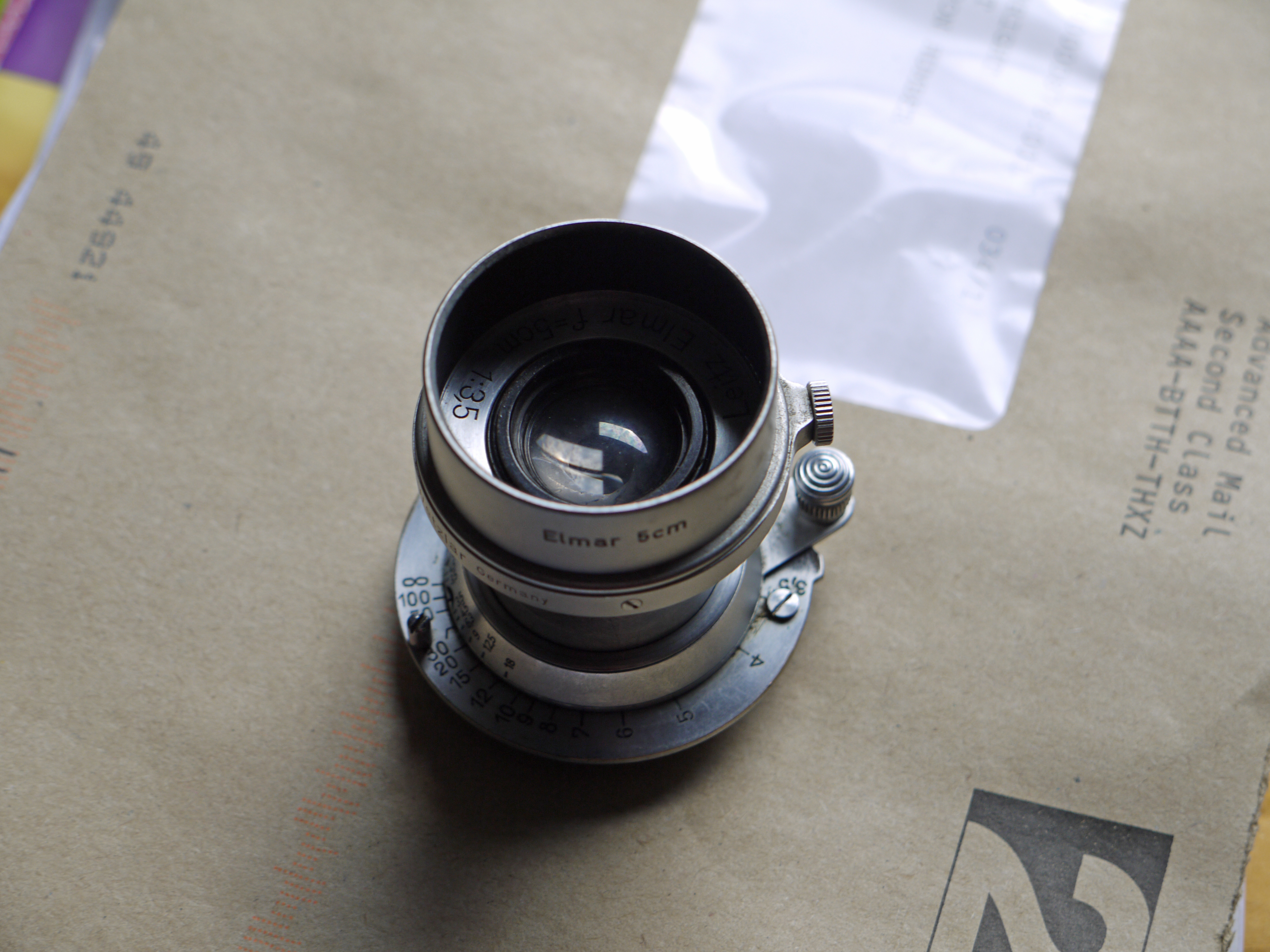
Leitz Elmar
50mm-3.5

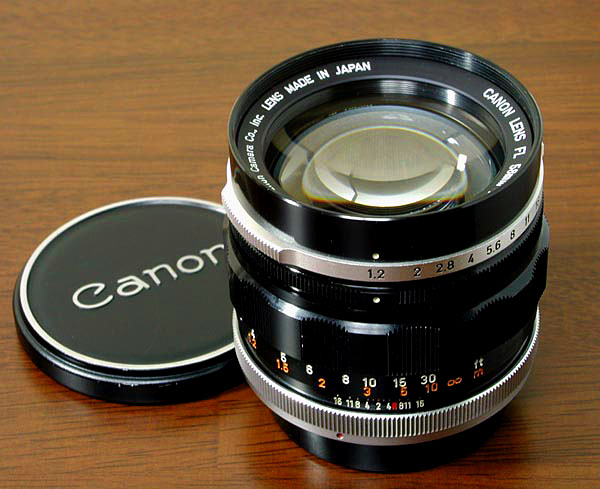
Canon
FL 58mm

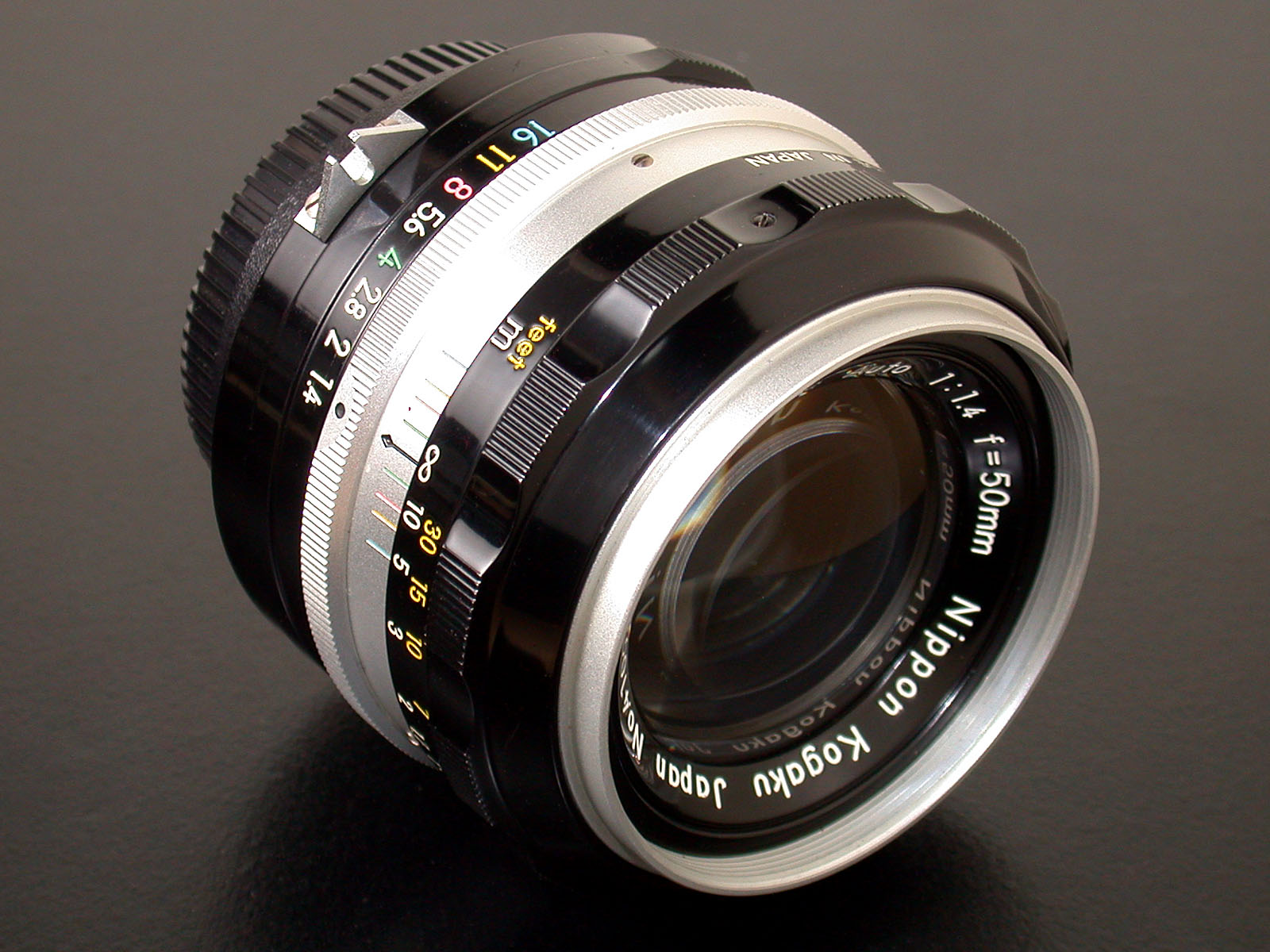
Nikkor-S Auto
50mm 1.4

オールドレンズとは一般的にカメラにオートフォーカスが導入される前で、フィルムカメラ時代に使われていたカメラレンズのことを指す

。
現代でも、マニュアルフォーカスのレンズは多数販売されているが
、これらはオールドレンズのカテゴリーには入らない。

## 概要

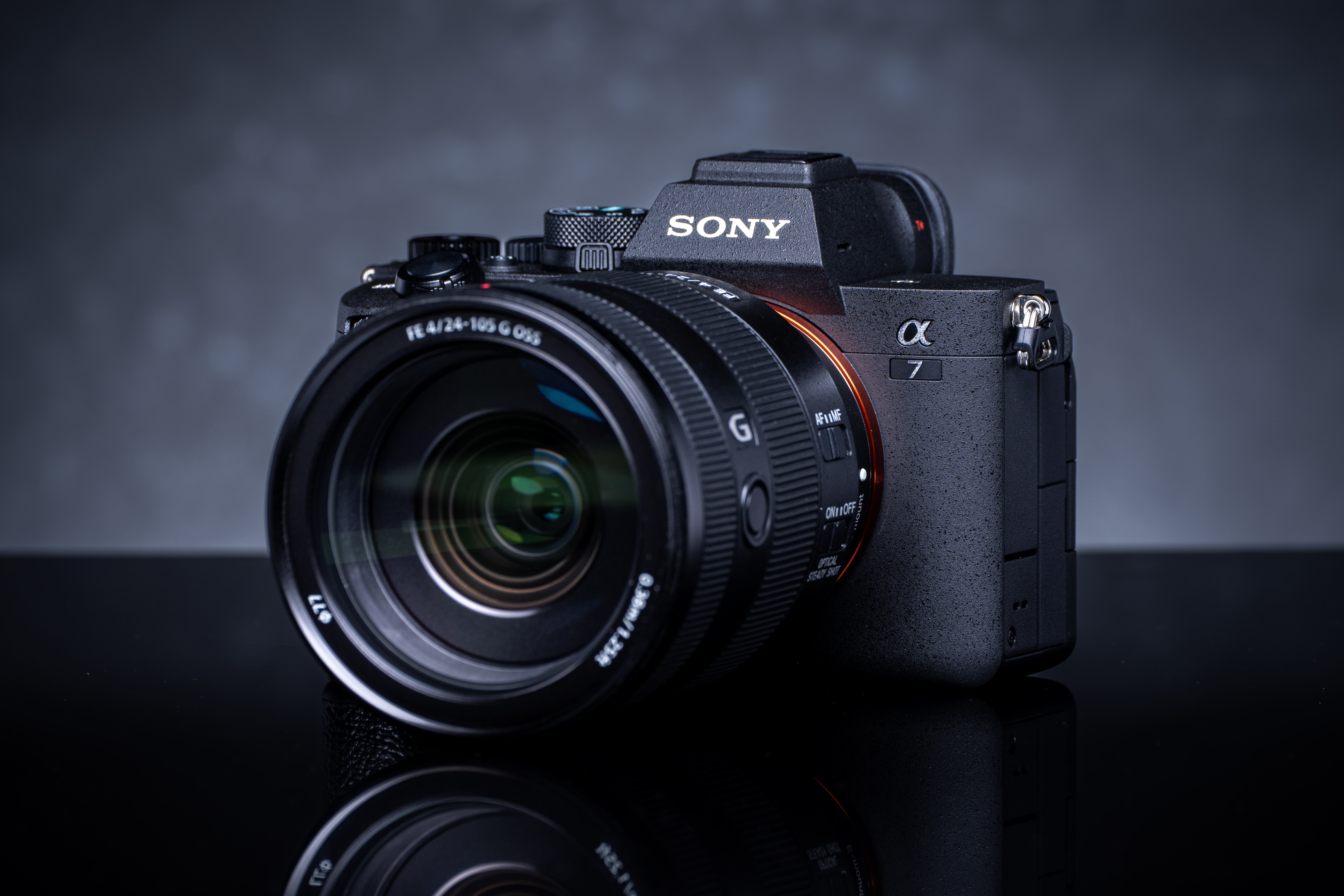
ミラーレス一眼カメラの代表格の
Sony α7

デジタルカメラやスマートフォンのカメラ機能が進化して、カメラレンズの光学性能が向上した。逆光耐性が向上してフレアーやゴーストの発生も殆どなくなってきている。高性能化が進んだ現代レンズでは忠実な描写が可能となっている。
現代レンズと比較するとオールドレンズはフレアーやゴーストが大量に発生する。また色収差もザイデル収差も抑えきれていないため被写体の正確なフォルムと色を再現することはできない。本来は好ましくない収差であるが、高性能化が進み忠実な描写が可能となった現代レンズでは表現できない「感性に響く写り」という評価がオールドレンズに与えられるようになった。「霞がかかったような柔らかい描写」や「周辺にぐるぐるとしたボケ」また「独特の発色」が現代のレンズでは出ない強烈な癖がSNS等を中心に注目されるようになった。
また、フルサイズミラーレスカメラの発売により、従来の一眼レフカメラと比較するとカメラ本体にミラーが入っていないためフランジバックが非常に短くなるため、多くの35ミリフィルム用オールドレンズの多くが、マウントアダプターを介することでレンズマウントが異なるカメラ本体とレンズを組み合わせることが可能となり人気が上昇している。

## 分類について
オールドレンズの定義は、一般的にフィルムカメラ時代に使われていたレンズのことを指すが、この定義に含まれるカメラレンズは多くの種類があるため、いくつかの区分によって分類されている。この項で35mmフルサイズ用レンズを中心に主要な分類及びレンズを列挙する。

## アメリカ合衆国のメーカー

### アーガス(Argus Cameras, Inc.)

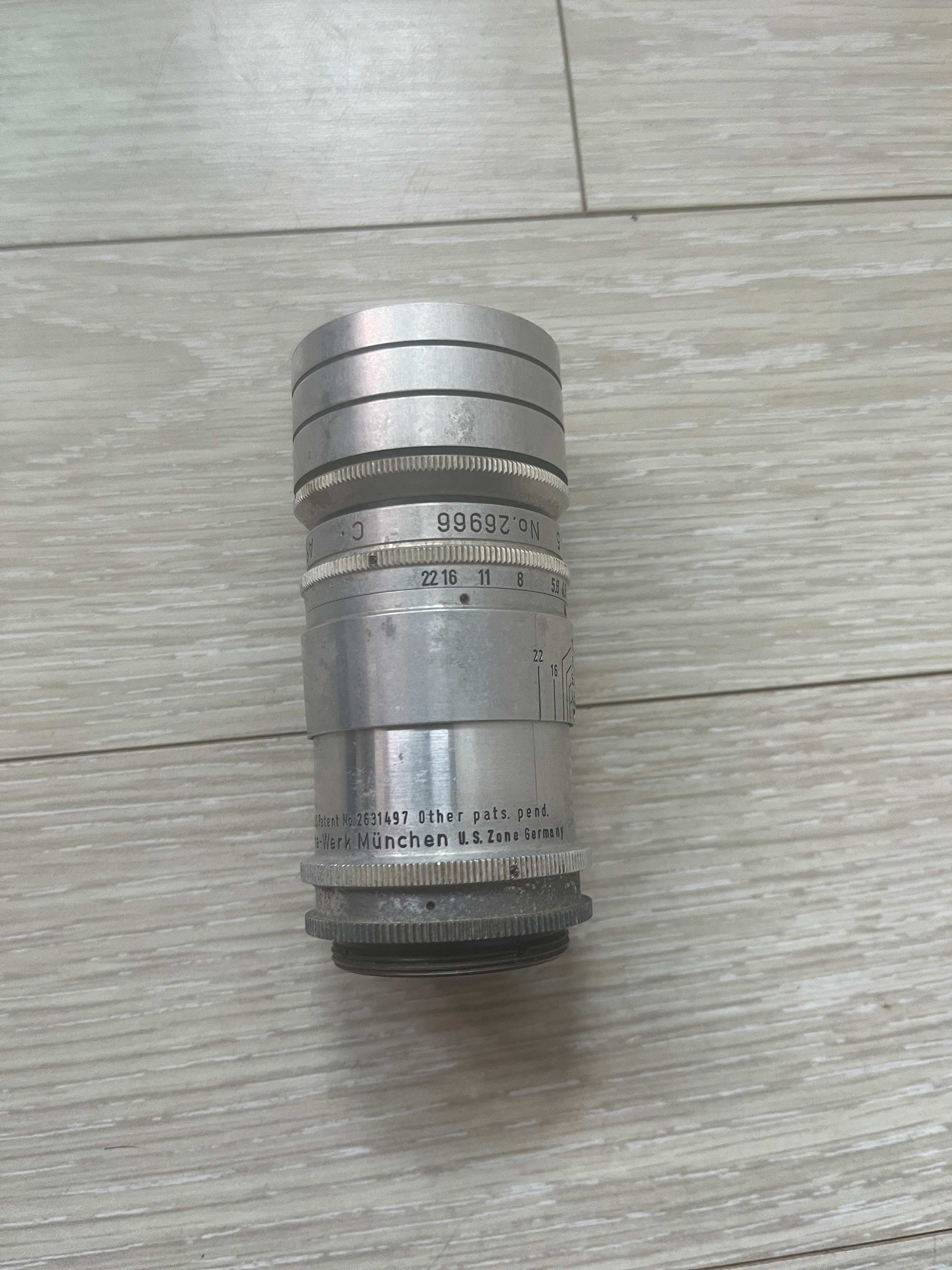
Argus Sandmar 100mm Telephoto Lens

アーガスは1929年からラジオを製造していたインターナショナル・ラジオ・コーポレーション（英語: International Radio Corporation）がルーツのカメラメーカーである。会社の名前はギリシャ神話の千の目を持つ神にちなんでアーガスになった。1936年にカメラの製造を開始し社名もアーガスとした。アーガスが発売した『Argus C3』はアメリカでの販売実績はコダックやポラロイドを遥かに凌駕していた。
主なレンズ
- アーガス製 coated Cinetar 35mm f/4.5  Argus C3マウント[14]
- アーガス製 coated Cinetar 50mm f/3.5  Argus C3マウント[13][15]
- アーガス製 coated Cinetar 100mm f/4.5  Argus C3マウント[14]

### ウォレンサック(Wollensak Optical CO.,)

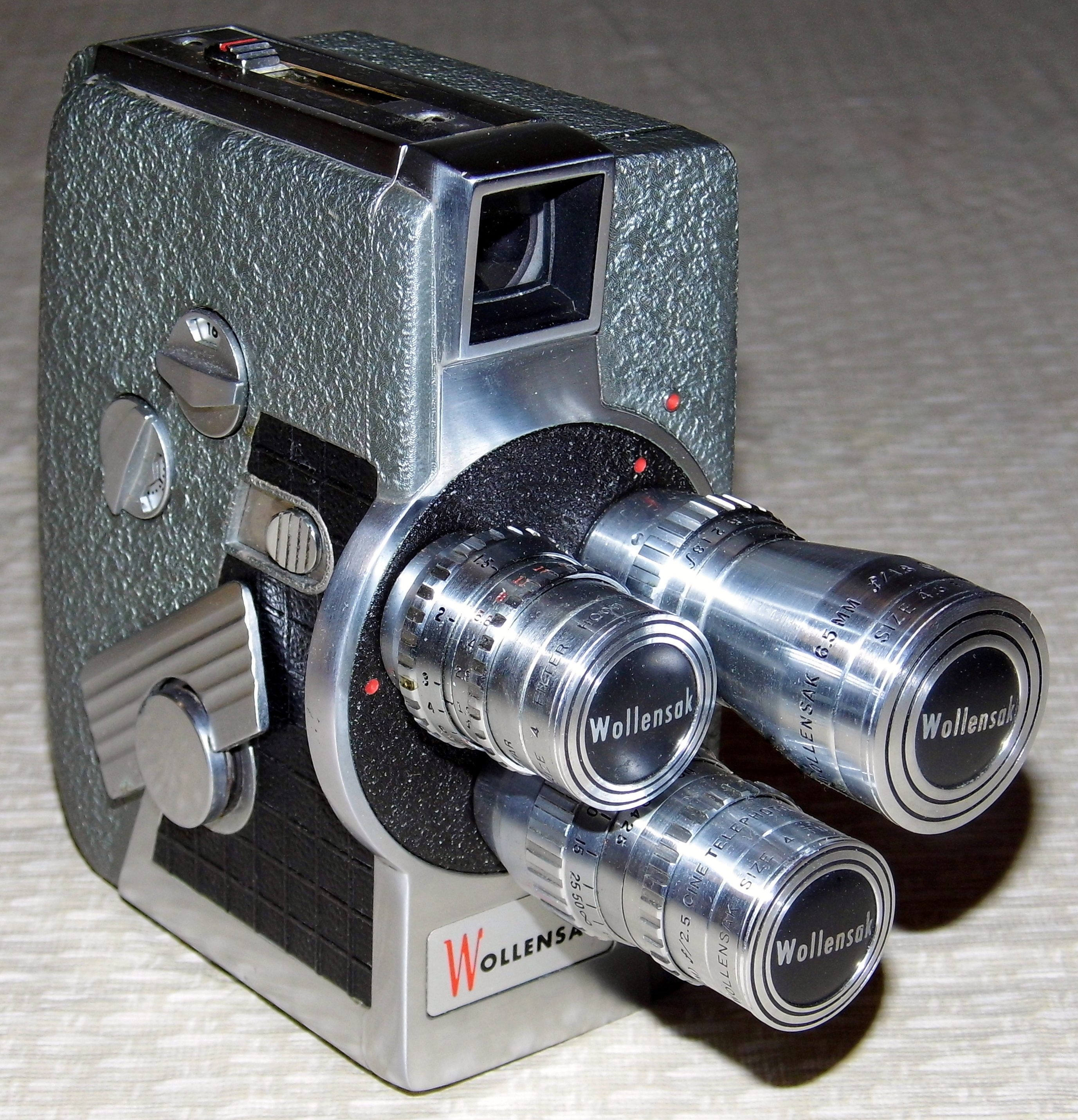
Wollensak 8mm Movie Camera

ウォレンサックはロチェスターで最も優れた会社の一つで、1958年の最盛期には従業員が1,200人以上在籍していた。レンズ、シャッターなどの製品は優秀とされ、戦時中は軍隊向けにさまざまな光学機器を製造していた。
主なレンズ
- ウォレンサック製 Cine Raptar 12.5mm f/1.5  C マウント[17]
- ウォレンサック製 Cine Raptar 25mm f/1.9  C マウント[18][19]
- ウォレンサック製 Raptar 51mm(2.04inch) f/1.5  ライカスクリューマウント[20]

### コダック(Kodak)

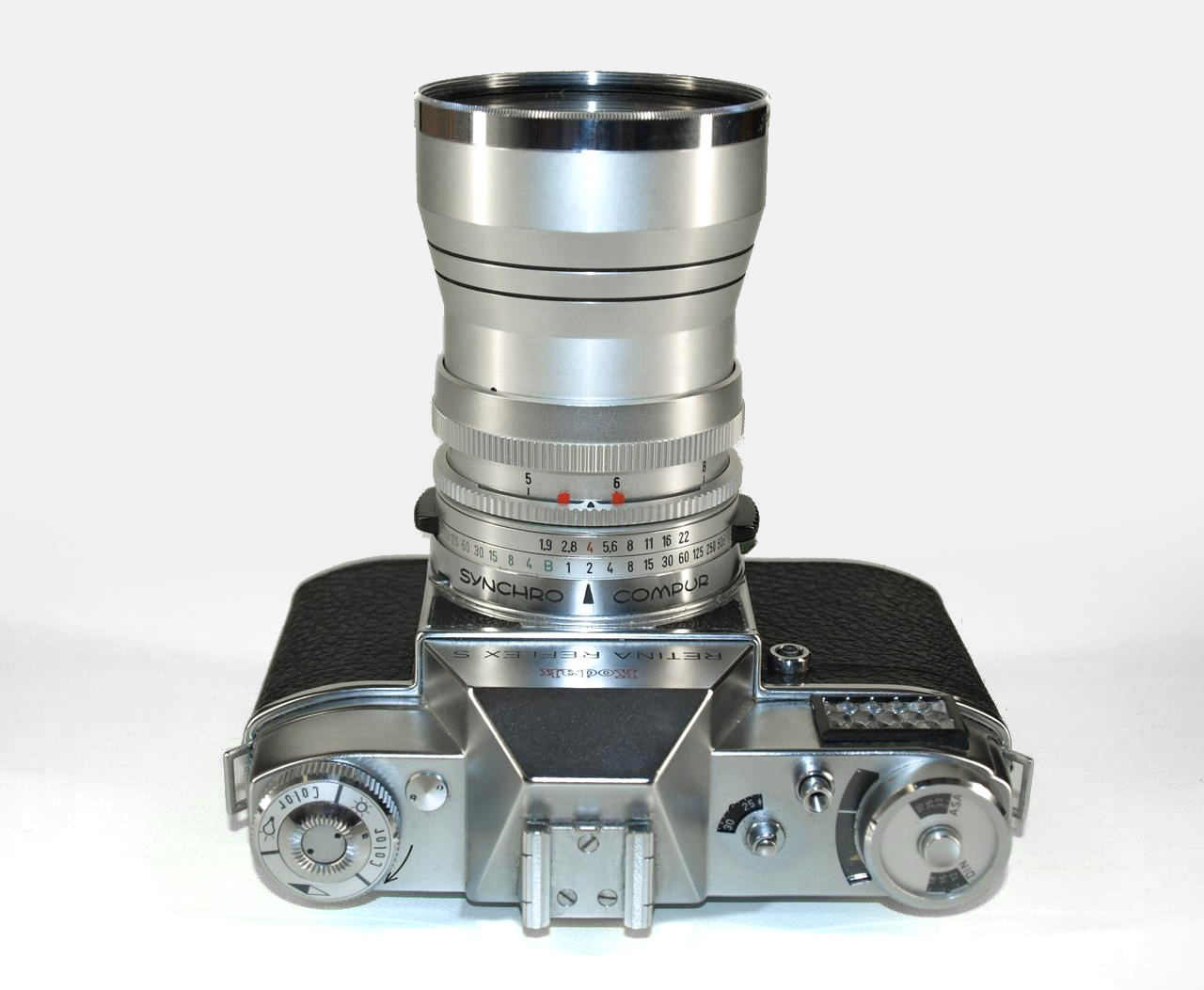
Kodak Retina Reflex S top

コダック・エクトラはコダックのカメラブランド名である。1941年に35mmカメラとして発売された。合わせて交換レンズも発売された。
主なレンズ
- コダック製 Cine Extar 25mm f/1.9  C マウント[22][23]
- コダック製 Cine Extar 63mm f/2  コダックSマウント[18][24]
- コダック製 Cine Extar 152mm f/4  コダックSマウント[25][26]

## イギリスのメーカー

### ダルメイヤー(Dallmeyer)

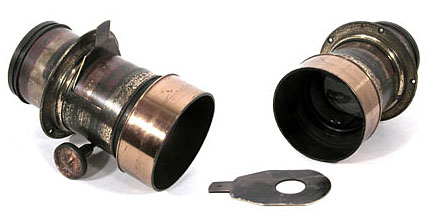
Dallmeyer waterhouse

ダルメイヤーは1860年にジョン・ヘンリー・ダルメイヤーが創業した。
主なレンズ
- ダルメイヤー製 PENTAC 76mm (3 inch) f/2.9  M42マウント[28]
- ダルメイヤー製 Septac Anastigmat 2inch f/1.5  独自マウント[引用 1]
- ダルメイヤー製 Kinematograph 2inch f/1.5  独自マウント[29]

### テーラーホブソン(Taylor Hobson)
テーラーホブソンは1886年に設立されたイギリスの精密機器メーカーで、ハロルド・デニス・テイラーが設計したトリプレットレンズの製造を行なった。テーラーホブソンのレンズ製造技術は定評があり、「模倣品の製造は時間の無駄。」という思想のもと世界最高品質のレンズを製造していた。
主なレンズ
- テーラーホブソン製 Taylor-Hobson Anastigmat 2inch f/2  ライカスクリューマウント[31]
- テーラーホブソン製 COOKE AMOTAL ANASTIGMAT 2inch f/2  ライカスクリューマウント[32]
- テーラーホブソン製 Leicester CINAR ANASTIGMAT 1inch f/1.5  Cマウント[33]

### ロッス (Ross)
ロッスは1830年にアンドリュー・ロス（Andrew Ross 1798年生–1859年没）がロンドンで設立したカメラレンズメーカーである。
主なレンズ
- ロス製 ROSS LONDON XPRES 75mm f/3.5  M42マウント[35]
- ロス製 Telecentric 12" f/5.4  独自マウント[36]
- ロス製 Teleros 11" f/5.5  独自マウント[36]

## イタリアのメーカー

### ドゥカティ(Ducati Motor Holding S.p.A.)

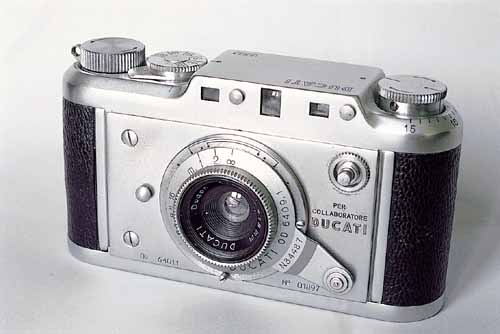
ソニョ（Sogno）

ドゥカティはイタリアのオートバイメーカーである。1939年には光学部門を新設し同盟国であったドイツのカール・ツァイス社のライセンスを受け双眼鏡の製造された。また『マイクロカメラDucati』の開発も開始された。戦争中は軍需工場となっていたが終戦後の1945年には事業を再開する。ドゥカティのカメラには2つのモデルがあり、一つは広角19mmから望遠120mmまで8本の交換レンズを駆使できる高級機ソニョ（Sogno）であり、もう一つは標準レンズのエタール(Etar)35mmF3.5付きの目測式のシンプレックス(Simplex)であった。
主なレンズ
- ドゥカティ製 Dugon 19mm f/6.3  独自マウント[39][40]
- ドゥカティ製 Argon 28mm f/4  独自マウント[39][41]
- ドゥカティ製 Eltor 40mm f/2  独自マウント[39][42]

## ウクライナのメーカー

### キーウ

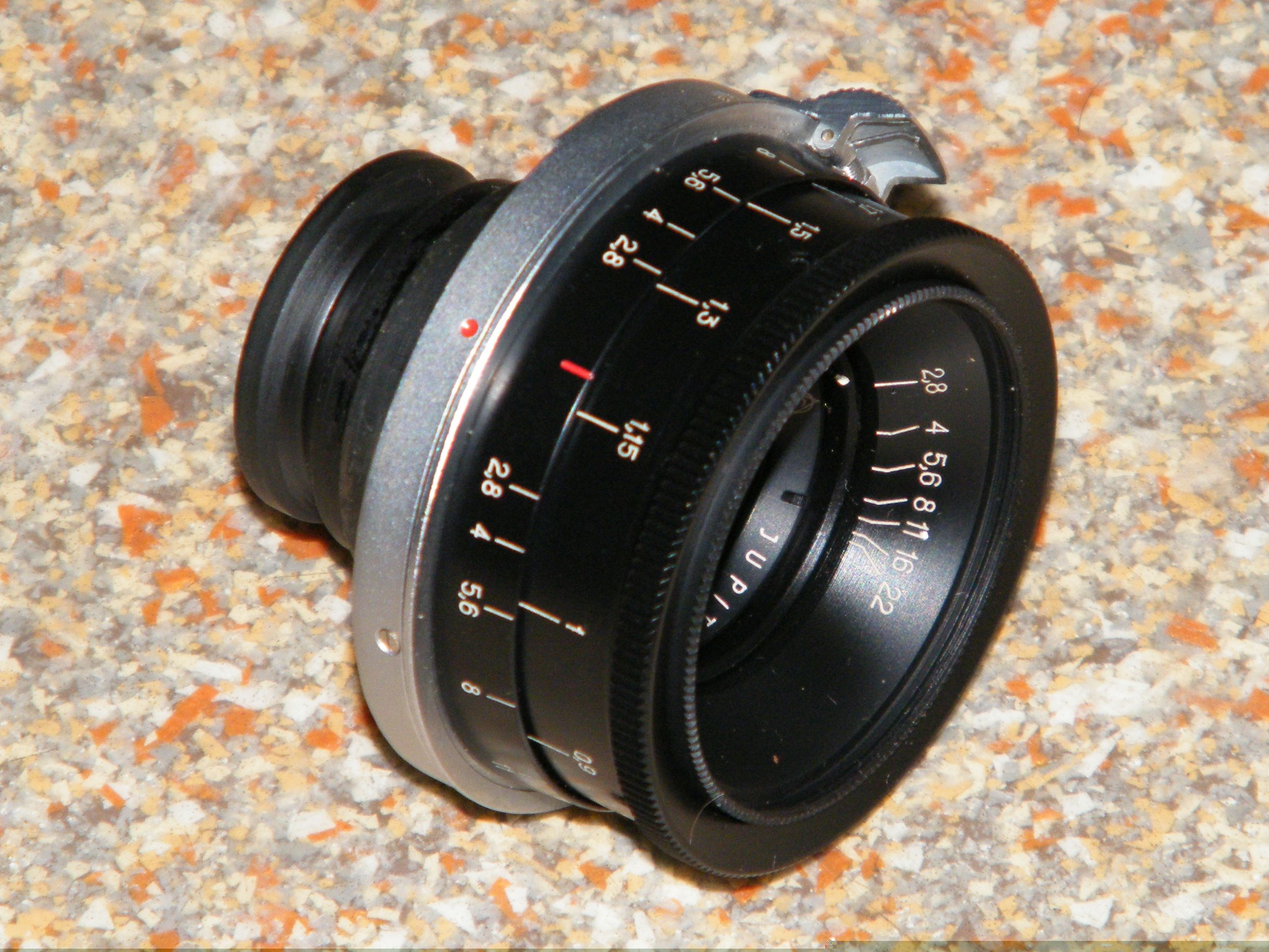
Jupiter-12

キーウはウクライナ（旧ソ連）のカメラブランド。ウクライナのアーセナル工場などで製造された。ドイツの旧コンタックスの末裔であるレンジファインダーカメラのほか、中判カメラなどもラインナップしていた。
主なレンズ
- キーウ製 Orion-15 28mm f/6 L  ライカスクリューマウント[43]
- キーウ製 Jupiter-12 35mm f/2.8  ライカスクリューマウント[44]
- キーウ製 Jupiter-3 50mm f/1.5  ライカスクリューマウント[45]

## オーストリアのメーカー

### フォクトレンダー(Voigtländer)

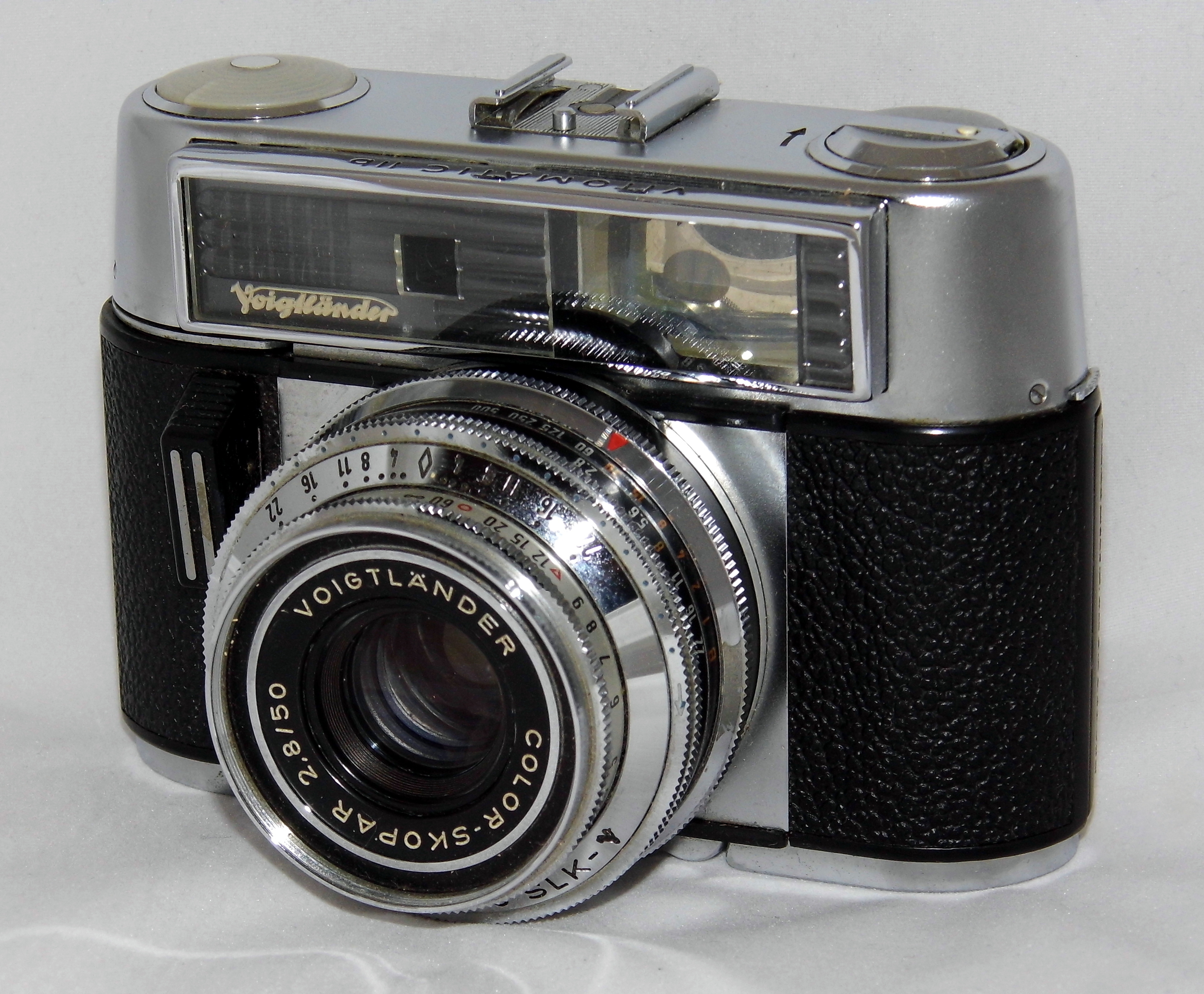
Vitomatic IIb 35mm with Color-Skopar 50mm 2.8

フォクトレンダーは1756年にウィーンでヨハン・クリストフ・フォークトレンダー（ドイツ語: Johann Christoph Voigtländer） (1732年11月19日生 - 1797年6月26日没 )によって設立された光学機器メーカーである。1862年からはドイツのブラウンシュヴァイクに移転している。
第二次世界大戦中の1944年にアルブレヒト・ウィルヘルム・トロニエを招き入れ、1949年にカラースコパーとカラーヘリアー、1950年にウルトロン、1951年にはノクトンとアポランダーといった名レンズを数多く設計製造販売した。

主なレンズ
- フォクトレンダー製 COLOR-SKOPAR X 50mm f/2.8(DKL)  M42マウント[46]
- フォクトレンダー製 Ultron 50mm f/2  プロミネントマウント[47]
- フォクトレンダー製 Color-Skopar 50mm f/2.8  ヴィテッサマウント[47]

## ドイツのメーカー

### イエナオプティック(JENOPTIK AG)

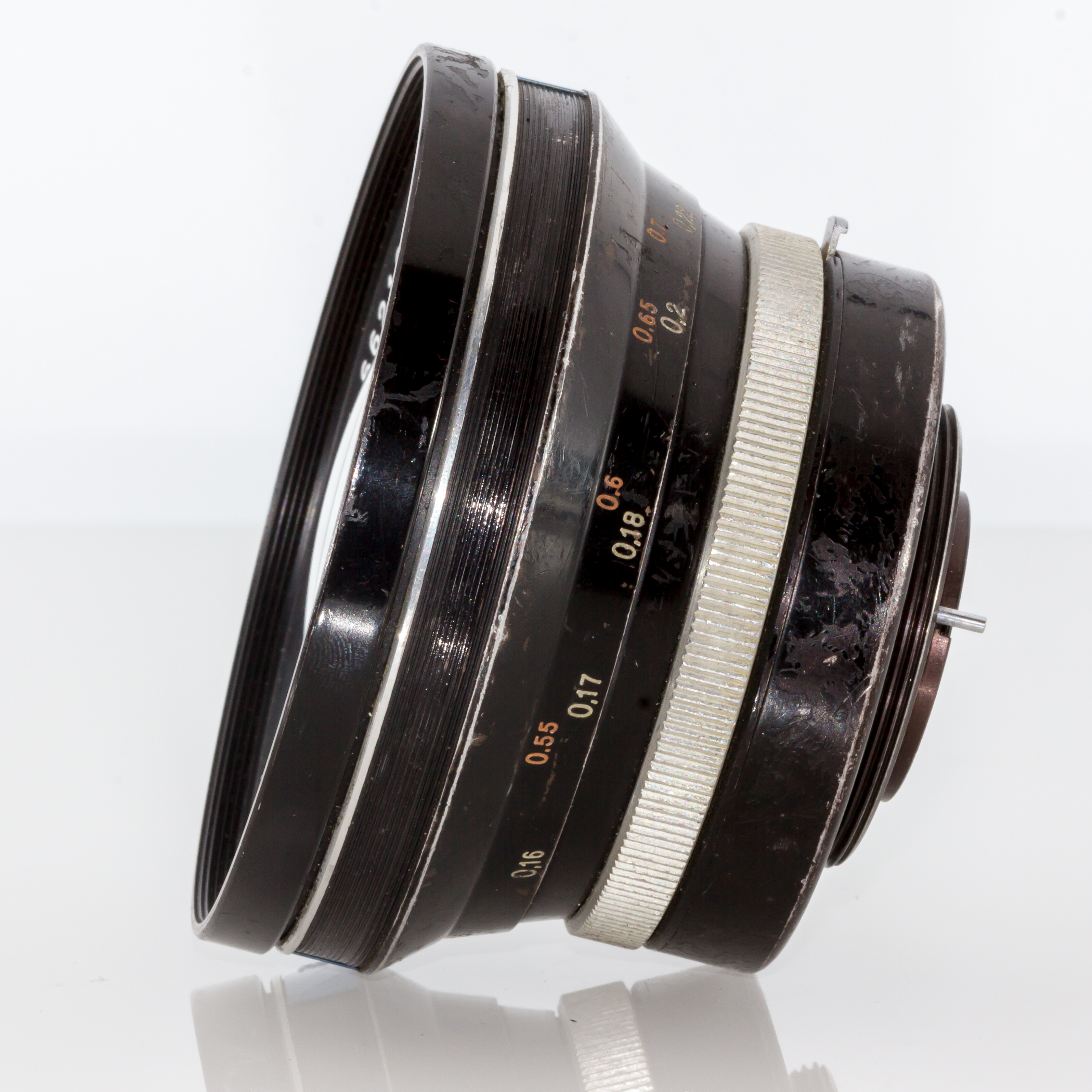
Flektogon 20mm 4

カール・ツァイスが第二次世界大戦後に分割され、東ドイツによって国有化されて設立された「人民公社カール・ツァイス・イエナ」（独: VEB Carl Zeiss JENA）の事業の一部をドイツ再統一後の1991年に引き継いで設立された企業である。冷戦中カール・ツァイスは東西に分裂しどちらも光学機器メーカーとして存続した。1970年代になるとカール・ツァイスはどちらの会社も一流企業として復活した。
どちらのカール・ツァイスも同じ商標を使用していたため競合が激しくなった。また本拠地についても旧西ドイツの拠点であるオーバーコッヘンとするのか、戦前からの拠点であり旧東ドイツのイェーナとするかについて、両カール・ツァイス間で話し合いが行われ、本拠地はイエナーに確定した。また、旧東ドイツのカール・ツァイスはカール・ツァイス・イエナを名乗ることとなり、旧西ドイツのカール・ツァイスはカール・ツァイスをそのまま使用することとなった。
主なレンズ
- カール・ツァイス・イエナ製 Flektogon 20mm f/4  M42マウント[50]
- カール・ツァイス・イエナ製 Biotar 5.8cm f/2 T  M42マウント、エクサクタマウント[51]
- カール・ツァイス・イエナ製 Biotar 75m f/1.5  エクサクタマウント[52]

### エルンスト・ルートヴィヒ(Ernst Ludwig)
エルンスト・ルートヴィヒ
1924年にドイツザクセン州ラウザ（ドイツ語: Lausa (Dresden)）(1999年からドレスデン市)で光学ガラス工場を買収して設立されたカメラ及びカメラレンズを製造する会社。製造するレンズのほとんどが、競合メーカー（カール・ツァイス、カール・ツァイス・イェーナ、メイヤー・オプティック・ゴルリッツ）より下に位置する安価なエントリーレベルのレンズであった。
主なレンズ
- エルンスト・ルートヴィヒ製 Merita 50mm f/2.9  エクサクタマウント[54]
- エルンスト・ルートヴィヒ製 Peronar 50mm f/2.9  エクサクタマウント[55]
- エルンスト・ルートヴィヒ製 Peronar 50mm f/2.9  エクサクタマウント[56]

### カール・ツァイス(Carl Zeiss)

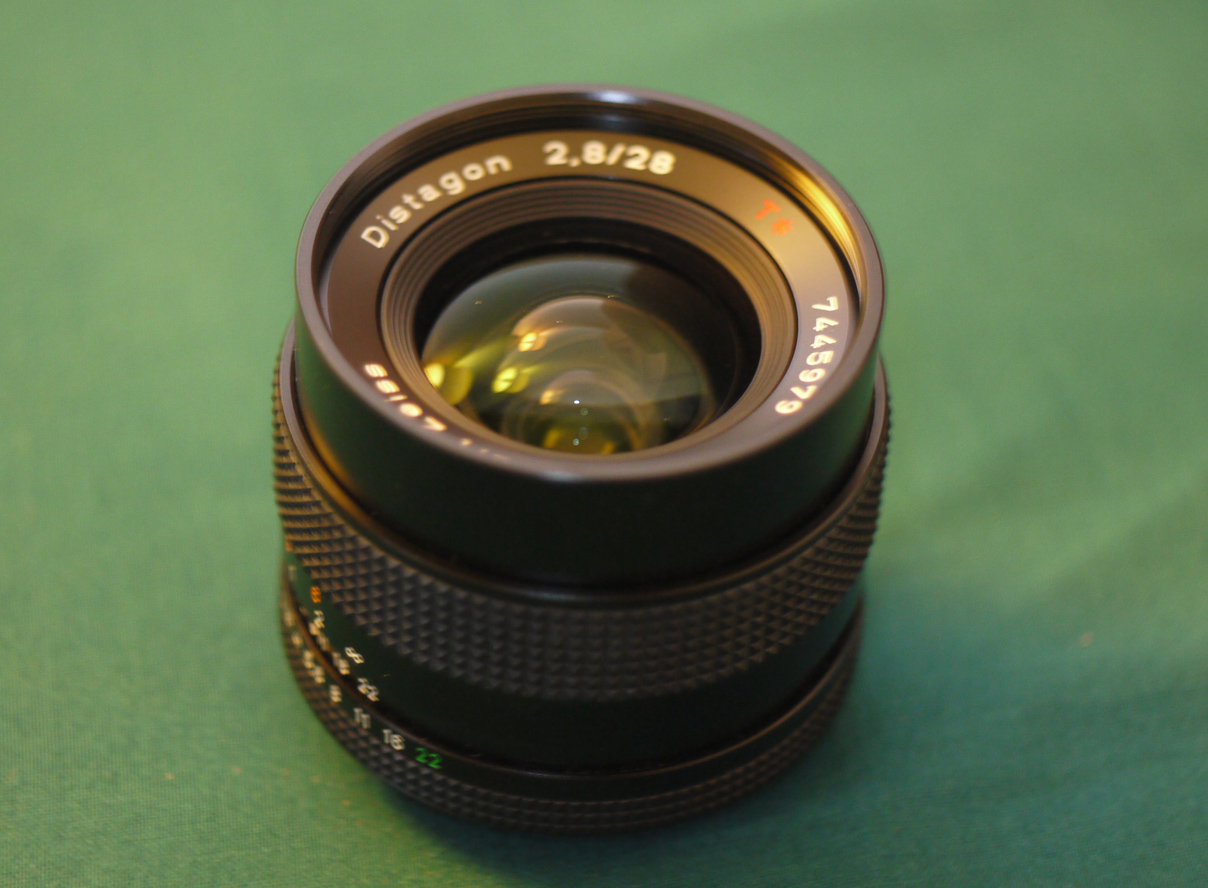
Carl Zeiss 28mm Contax

カール・ツァイスはカール・フリードリヒ・ツァイス（1816年生-1888年没）によってイエナに精密機械と光学機器の工房を開設することで起業された。物理学者のエルンスト・アッベを採用し、1877年には会社の共同経営者となり、カール・ツァイスの発展に尽力した。
その後も、エルンスト・ヴァンデルスレプ、ルートヴィッヒ・ベルテレ、パウル・ルドルフ、ロベルト・リヒテル、ウィリー・ウォルター・メルテ等の多くの有名なレンズ設計者を輩出した。
主なレンズ
- カール・ツァイス製 Distagon T* 18mm f/4  ヤシカコンタックスマウント[60]
- カール・ツァイス製 Distagon T* 25mm f/2.8  ヤシカコンタックスマウント[61]
- カール・ツァイス製 Planar 50mm f/2  コンタレックスマウント[62]

### シュナイダー・クロイツナッハ(Jos. Schneider Optische Werke GmbH)

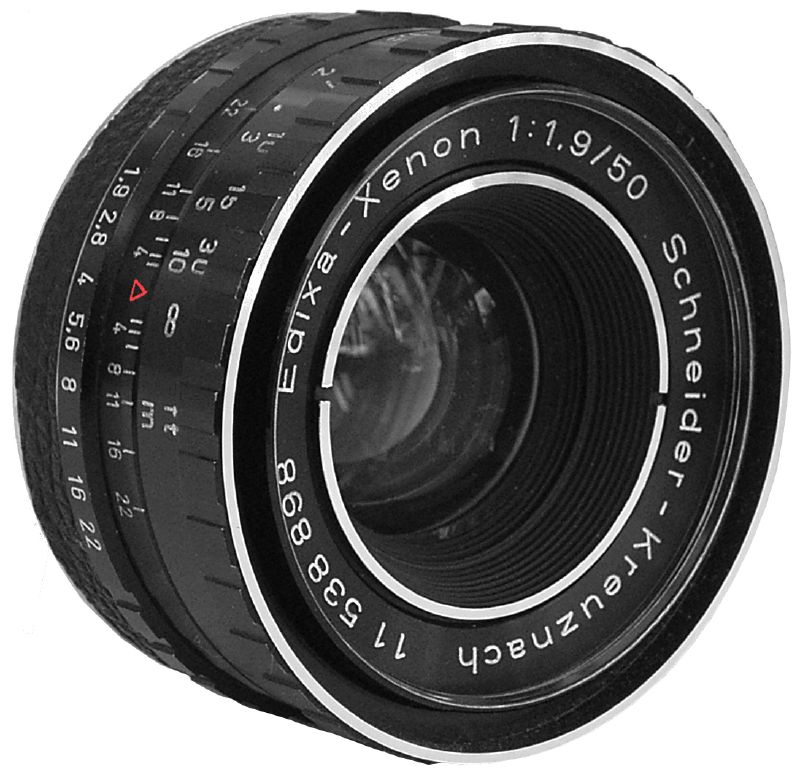
Schneider Xenon 50mm 1.9

シュナイダー・クロイツナッハ（俗称：シュナイダー）は、ヨーゼフ・シュナイダー（Joseph Schneider）によって1890年に創業されたドイツのレンズメーカー。レンズ設計者のアルブレヒト・ウィルヘルム・トロニエのもと『クセナー』、『テレクセナー』、『アンギュロン』、『クセノン』といった名レンズを世に送りだしたとともに、ライカ、ハッセルブラッド、コダック等のカメラ用の高品位なレンズを提供してきた。
主なレンズ
- シュナイダー・クロイツナッハ製 Xenon 50mm f/1.9  エクサクタマウント[64]
- シュナイダー・クロイツナッハ製 Xenon 50mm f/2  レクタフレックスマウント[65]
- シュナイダー・クロイツナッハ製 Xenon 50mm f/2.3  アリフレックススタンダードマウント[62]

### ペンタコン(Pentacon)

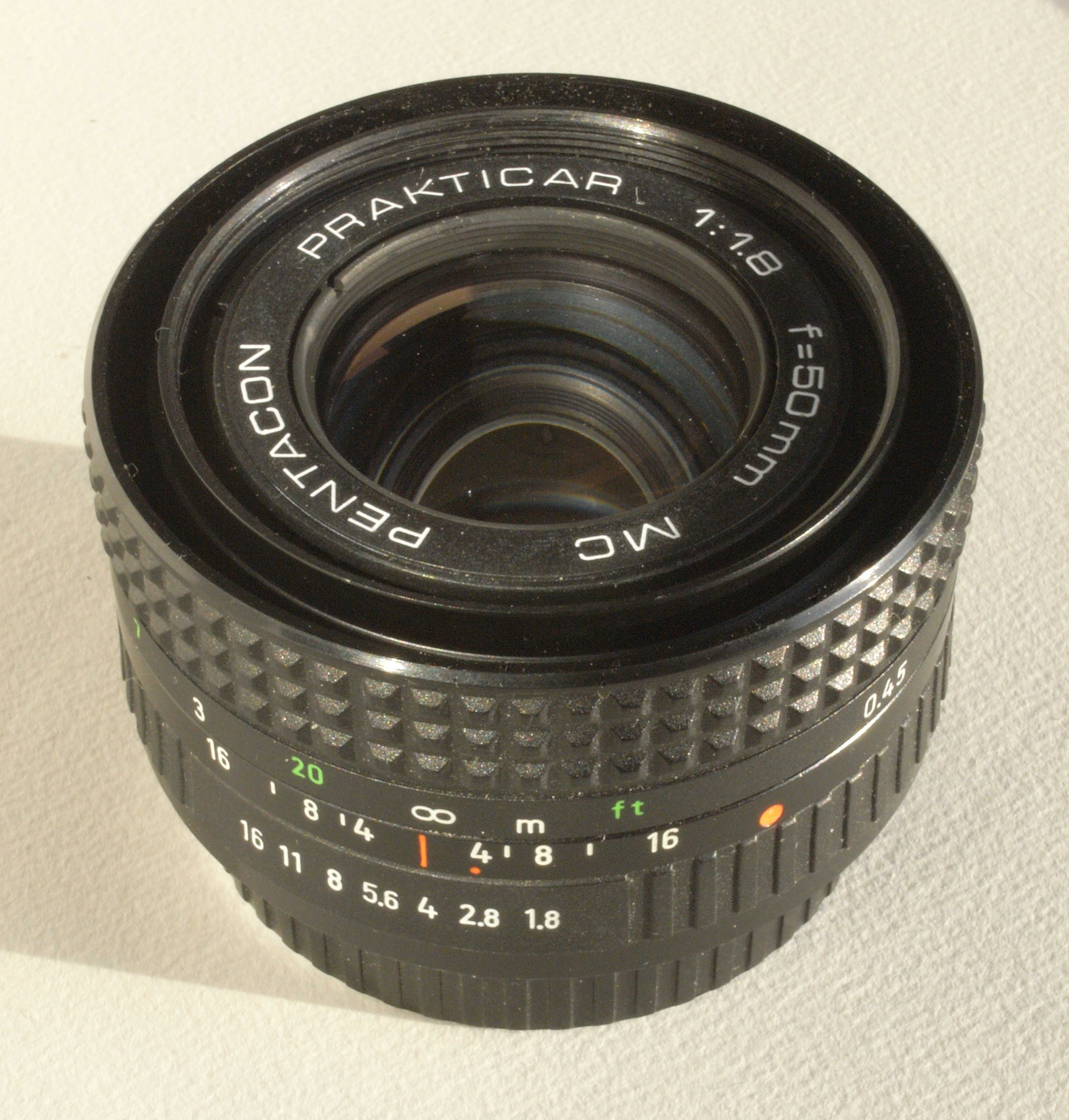
Prakticar 50mm 1.8

ペンタコンは第二次世界大戦後ドイツが東西に分裂したことに伴いツァイス・イコンも分裂し、東西ツァイス間で商標に関して争いがあり、これに伴い東ドイツのツァイス・イコンで製造が始まっていた一眼レフカメラのコンタックスは西側では「ペンタプリズムを持つコンタックス」との意からペンタコンブランドで販売されるようになった。
主なレンズ
- ペンタコン製 Auto MC 29mm f/2.8  M42マウント[66]
- ペンタコン製 Prakticar 50mm f/2.8 MC  Prakticar Bマウント[64]
- ペンタコン製 Auto 200mm f/4 MC  M42マウント[67]

### メイヤー・オプティック・ゴルリッツ(Meyer-Optik-Görlitz)

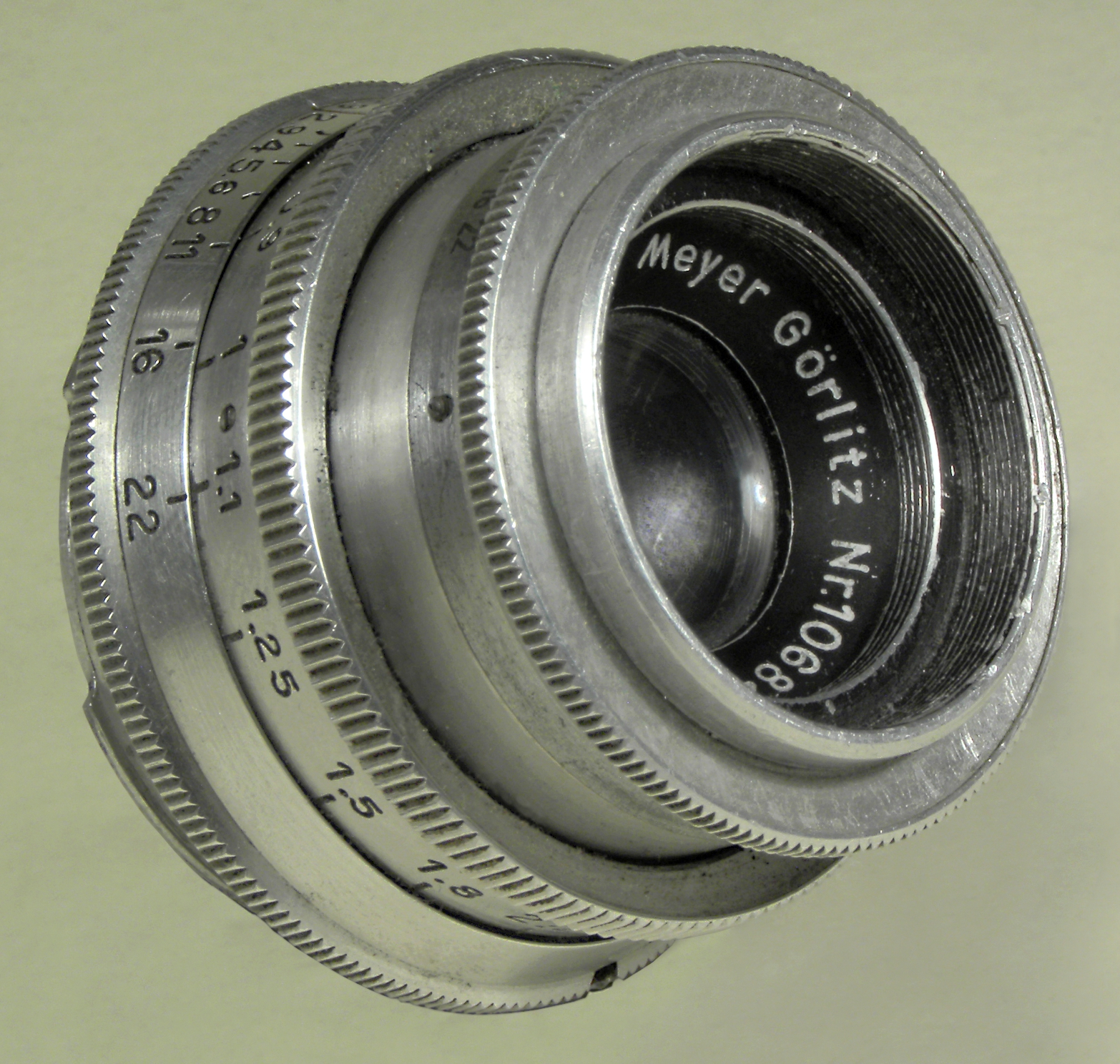
Trioplan 50mm

メイヤー・オプティック・ゴルリッツはドイツのゲルリッツにある光学機器メーカーである。1920年に元カール・ツァイスのパウル・ルドルフを招き入れ、プラズマート、イハゲー、エクサクタ等のレンズを開発した。
第二次世界大戦後は東ドイツのレンズメーカーとして、各種レンズの設計開発製造を行なった。
東西ドイツの統一後、1991年にメイヤー・オプティック・ゴルリッツは一旦事業を終了した。しかし2014年以降、ブランド復活が試みられ、2021年からは日本でも新しい製品が販売されるようになった。
主なレンズ
- メイヤー・オプティック・ゴルリッツ製 Domiplan 50mm f/2.8  エキサクタマウント[68]
- メイヤー・オプティック・ゴルリッツ製 Primoplan 58mm f/1.9 V  エキサクタマウント[69]
- メイヤー・オプティック・ゴルリッツ製 Trioplan 100mm f/2.8  エキサクタマウント[70]

### ライカ(Leica)

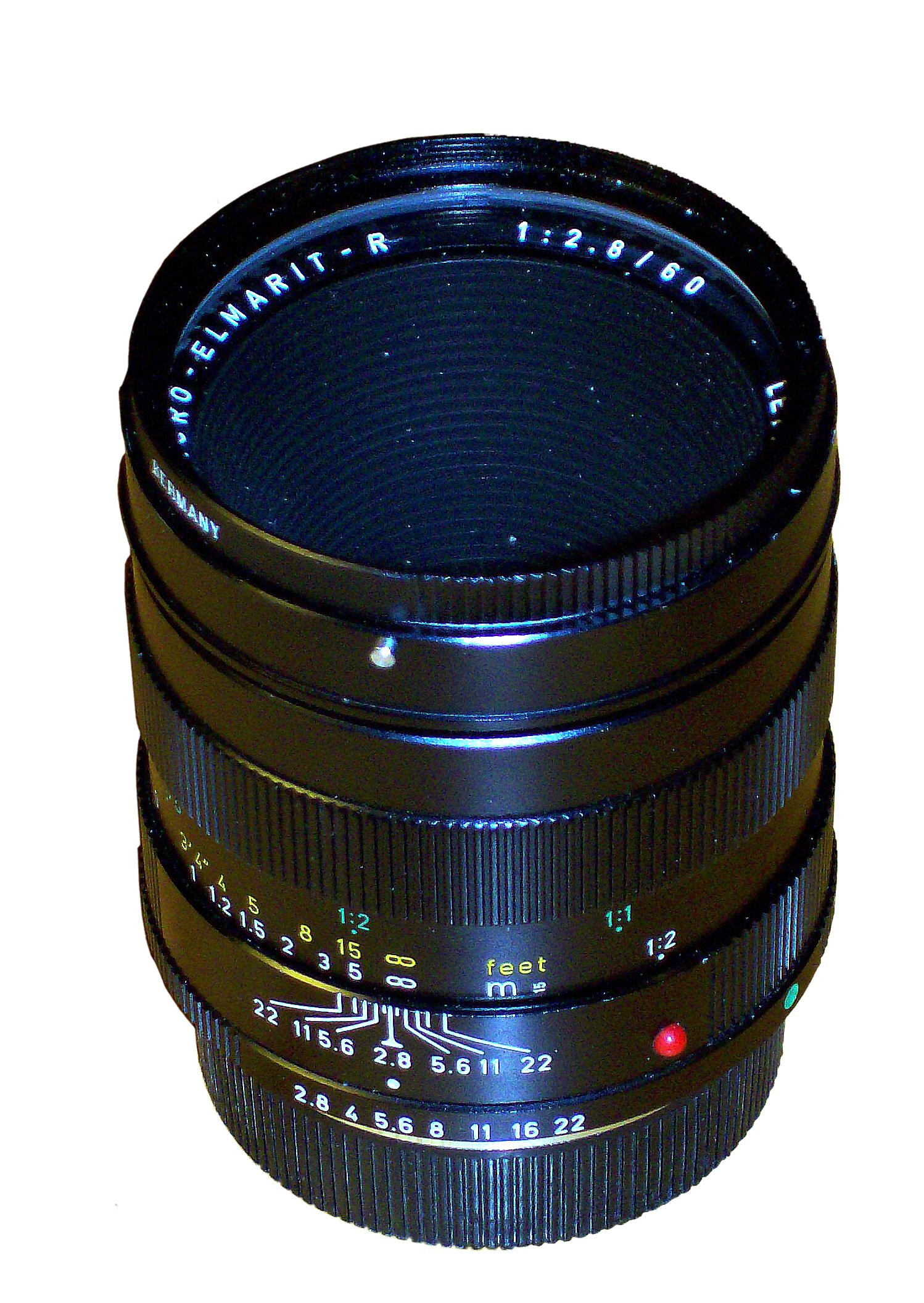
Leica Elmarit R 60

ライカの原点であるエルンスト・ライツ社は、1849年に精密光学機器を製造する光学研究所としてドイツ・ウェッツラーに設立された。そして、ライカは1914年オスカー・バルナックの手によって映画用の35mmフィルムを転用した小型カメラであるウル・ライカを試作した。この小型カメラの誕生は、写真の歴史を大きく変えたと同時に、新しいフォトジャーナリズムの到来を実現させた。ウル・ライカの誕生以降も、『ライカMシステム』をはじめとするカメラやレンズを作り続けてきた。ライカのマウントはバルナックライカ（およびそのコピー・派生機）用のライカスクリューマウントとM型ライカ用のライカMマウントがある。スクリューマウントレンズはマウントアダプター（M-Lリング）を併用することでMマウントカメラにも使用できる。
主なレンズ
- ライカ製 Leica Elmarit 28mm f/2.8  ライカMマウント[72]
- ライカ製 Leica Summilux 35mm f/1.4  ライカMマウント[73]
- ライカ製 Leica Noctilux 50mm f/1  ライカMマウント[74]

## 日本のメーカー
日本では1950年代後半から通商産業省の主導のもと、第二次世界大戦後の日本の主力輸出品になっていたカメラやレンズの海外競争力を一段と上げるため、カメラ用新種ガラスの研究開発が行われた。このプロジェクトには光学ガラス工場を所有していたニコン(日本光学)、コニカ(小西六)、ミノルタ(千代田光学精工)、オハラ(小原光学硝子)、富士フイルム(富士写真フイルム)の5社が取り組み1953年に一定の成果を収めた。5社を中心に国産新ガラスを使用した大口径レンズが続々と登場することとなる。

### OMデジタルソリューションズ

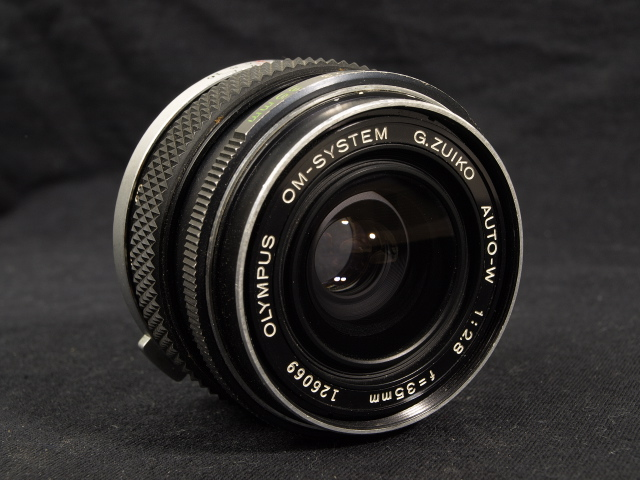
G. ZUIKO 35mm 2.8

OMデジタルソリューションズのズイコーレンズは小型で軽量であることが特徴である。ラインナップが豊富で広角、望遠、マクロまでレンズの種類は多岐にわたる。
主なレンズ
- オリンパス製 G.ZUIKO AUTO-W 28mm f/3.5[78]
- オリンパス製 ZUIKO AUTO-S 50mm f/1.2[78]
- オリンパス製 ZUIKO AUTO-S 55mm f/1.2[引用 2]
- オリンパス製 E.ZUIKO AUTO-T 135mm f/3.5[78]

### キヤノン

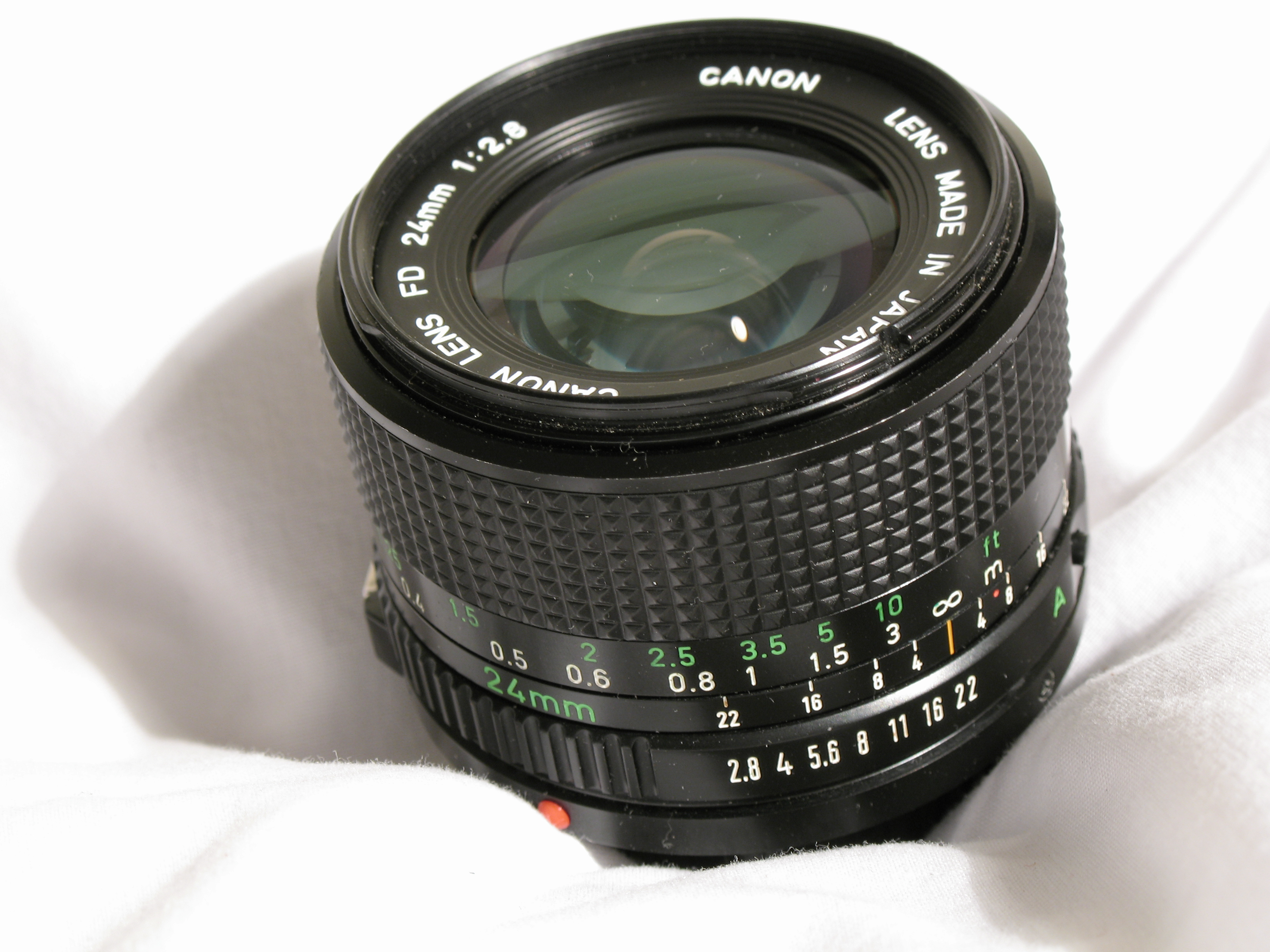
Canon FD 24mm 2.8

キヤノンはフィルムカメラ時代にスクリューマウント、スピゴットマウントのRマウント、同じくスピゴットマウントのFLマウント、同マウントのFDマウント、バヨネットマウントのNew FDマウントの5種類のマウントが存在していた
。
主なレンズ
- キヤノン製 Serenar 50mm f/=1.8 (Ⅰ)  キヤノンスクリューマウント[80][81]
- キヤノン製 FL 58mm f/1.2 (Ⅰ)  キヤノンFLマウント[82][83]
- キヤノン製 FD 24mm f/1.4 S.S.C. ASPHERICAL  キヤノンFDマウント[引用 4][84]

### コニカ

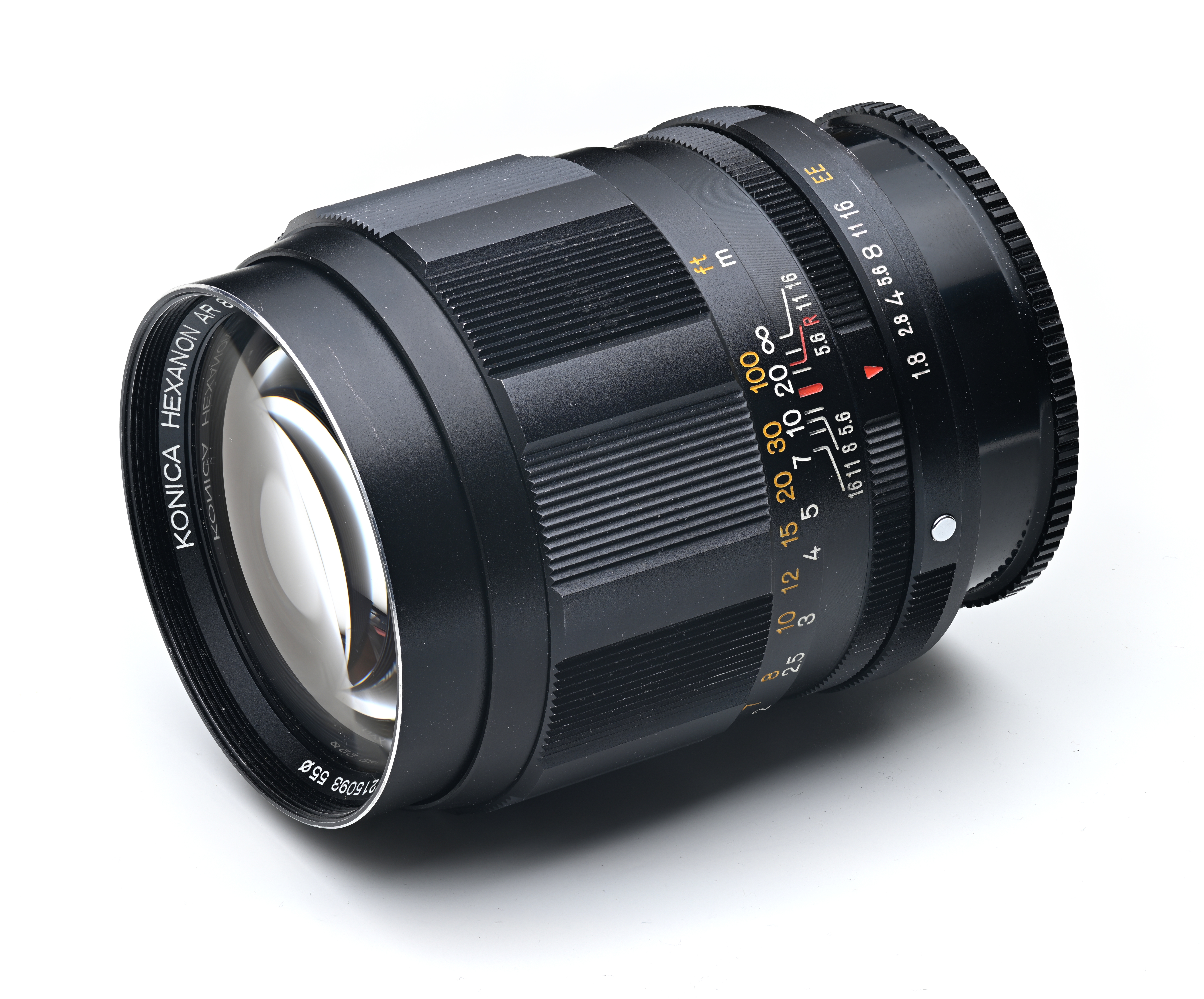
Konica Hexanon AR 85mm 1.8

コニカ最初の一眼レフは1960年に発表された1/2000秒の高速シャッターを搭載した『Konica F』である。このカメラはコニカマウント（通称：コニカFマウント）と呼ばれた。『Konica F』は殆が海外向けに製造された。
1965年にマウント口径を大きくするためコニカマウントII（通称：コニカARマウント）が登場した。
主なレンズ
- コニカ製 KONISHIROKU HEXANON f/=1:1.4 52mm  コニカFマウント[86][87]
- コニカ製 Konica Hexanon 57mm f/1.4 AR  コニカARマウント[88]
- コニカ製 KONIKA HEXANON AR 135mm f/2.5  コニカARマウント[89]

### 富岡光学

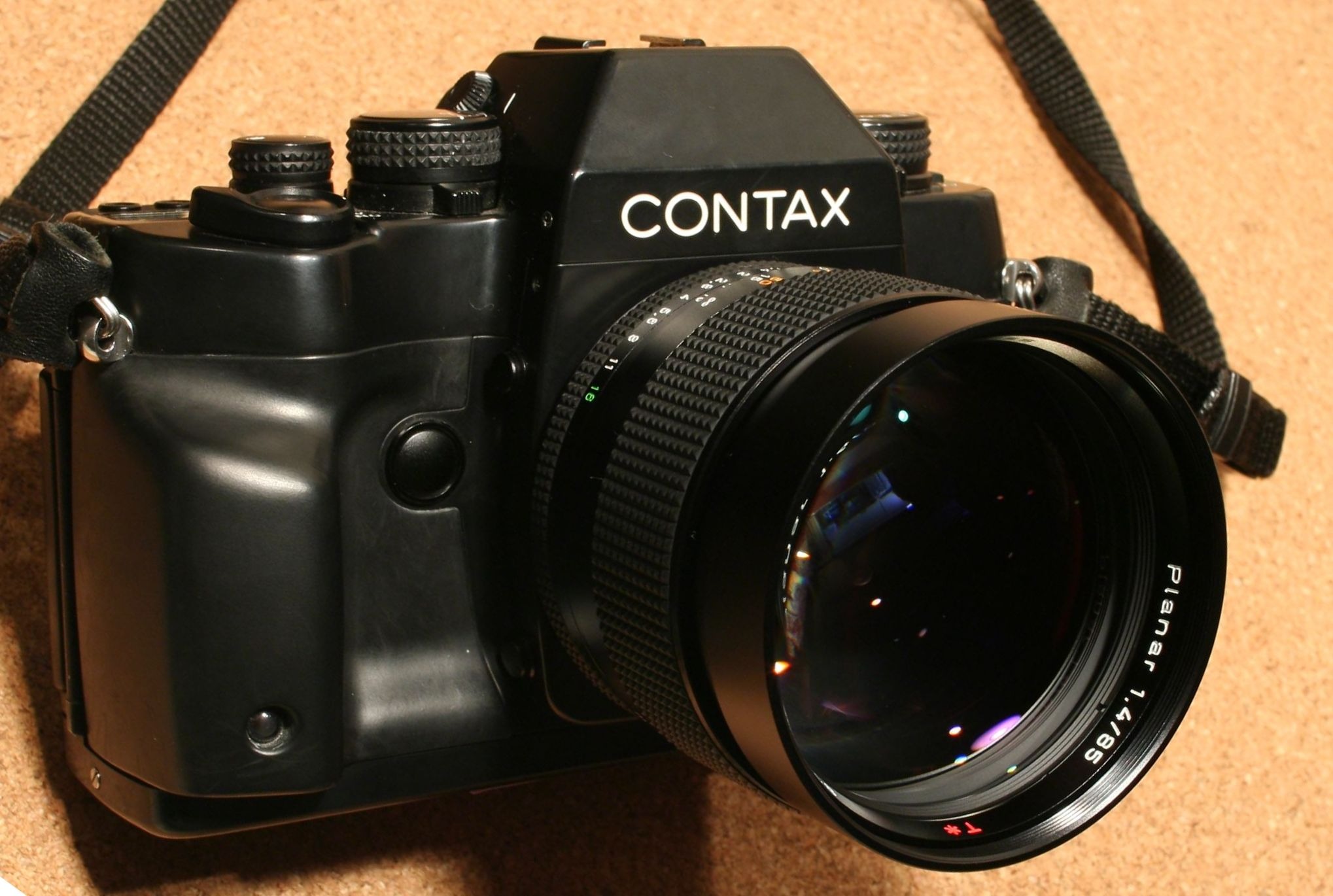
Contax RX Planar 85mm

富岡光学は自社製レンズの他、ヤシカ、チノン、そしてCONTAXのカール・ツァイスレンズ等へのOEM製品供給が中心であった。2018年京セラの傘下に入った。
主なレンズ
- CONTAX Carl Zeiss Planar T* 50mm f/1.4（富岡光学OEM）  Y/C（ヤシカコンタックス）マウント[91]
- RICOH XR RIKENON 50mm f/2（富岡光学OEM）  ペンタックスKマウント[92][93]
- 富岡光学製 Tomioka Kogaku Tominon 55mm f/1.2  M42マウント[94][95]

### ニコン

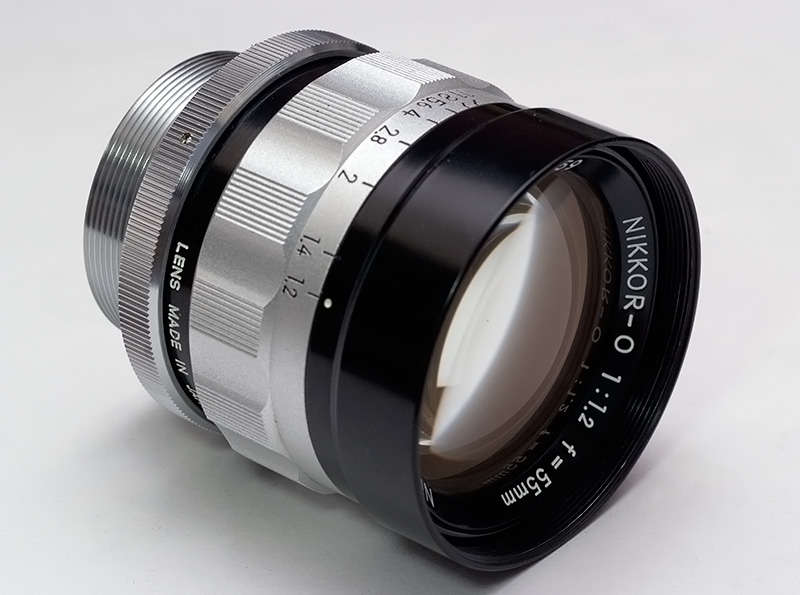
NIKKOR-O 5.5cm

「ニッコール千夜一夜物語」も参照
ニコンは第二次世界大戦中は軍需向けの光学製品を主に生産しており民生用カメラの経験はなかった。しかし、キヤノン(精密光学研究所)にファインダー、距離計、レンズ等の光学部品を提供していた経験を元に戦後は民生用カメラ製造に活路を見出すことになる。
当初はレンジファインダーカメラのニコンSシリーズ向けにコンタックスのバヨネットマウントを踏襲した。また、コピーライカを製造していたニッカカメラ向けにライカスクリューマウントも製造していた。
1959年に完全自動絞りを備えた35mm判一眼レフのニコンFの発売に合わせて、新しくFマウントも開発された
。
主なレンズ
- ニコン製  NIKKOR-O 2.1cm f/4  ニコンSマウント、ニコンFマウント[98]
- ニコン製  Nikkor-S･C Auto 55m f/1.2  ニコンFマウント[引用 5][99][100][101]
- ニコン製  Nikkor-P Auto 10.5cm f/2.5  ニコンFマウント[102][103]

### 富士フイルム

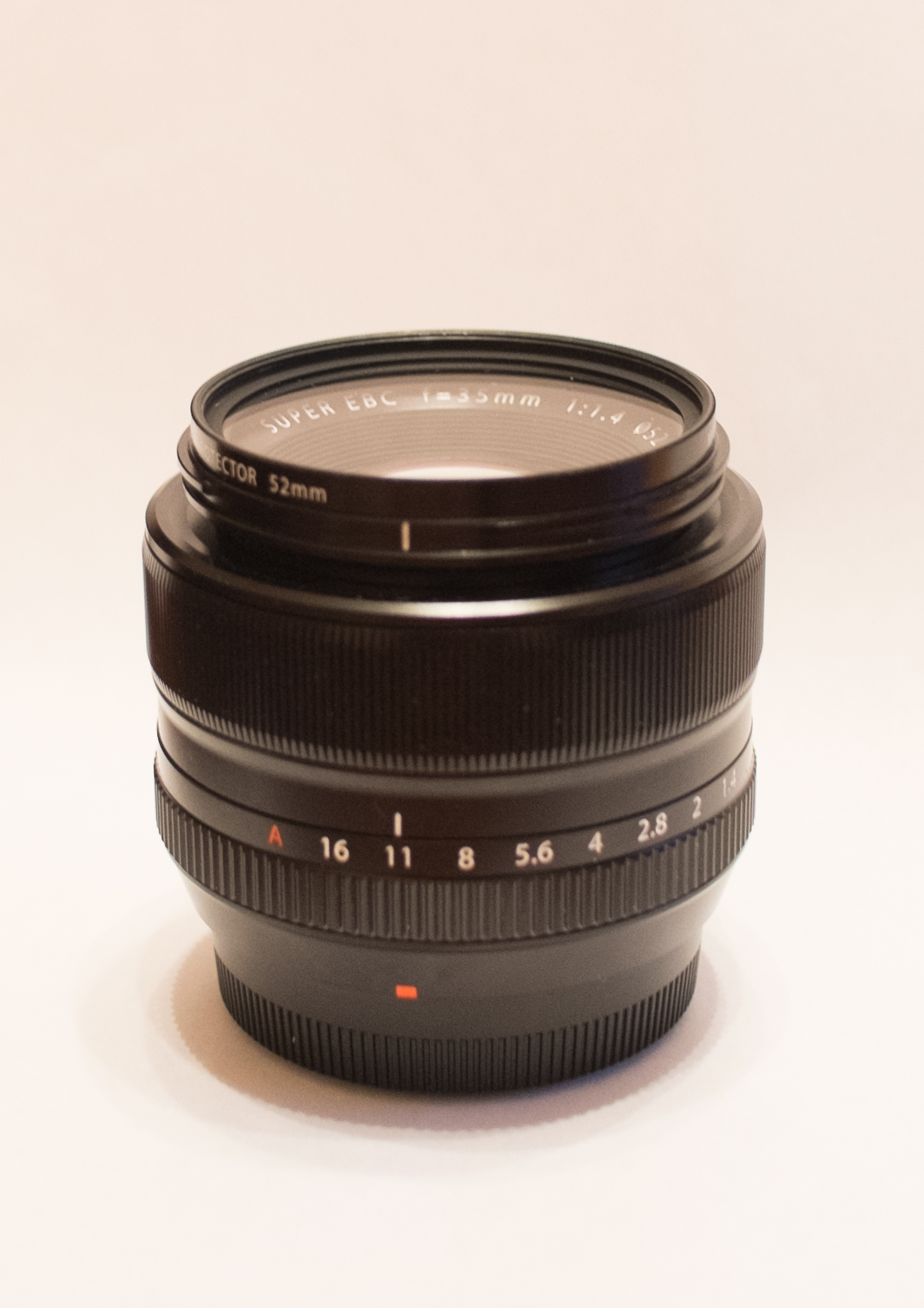
Fujinon 35mm

富士フイルムは1934年に映画用ポジフィルム、印刷用フィルム、乾板、印画紙などの写真感光材料の発売を開始した。1950年代後半から35mmフルサイズカメラの販売も開始し、1970年には一眼レフカメラの「STシリーズ」を発売した
。富士フイルムのオールドレンズにはライカスクリューマウント、M42マウント、AXマウント（フジカXマウント）の三種類のマウントが存在する。
主なレンズ
- 富士フイルム製  FUJINON 35mm f/2  ライカスクリューマウント[106]
- 富士フイルム製  FUJINON 55mm f/2.2  M42マウント[107]
- 富士フイルム製  FUJINON 50mm f/1.6  AXマウント[108]

### ペトリカメラ

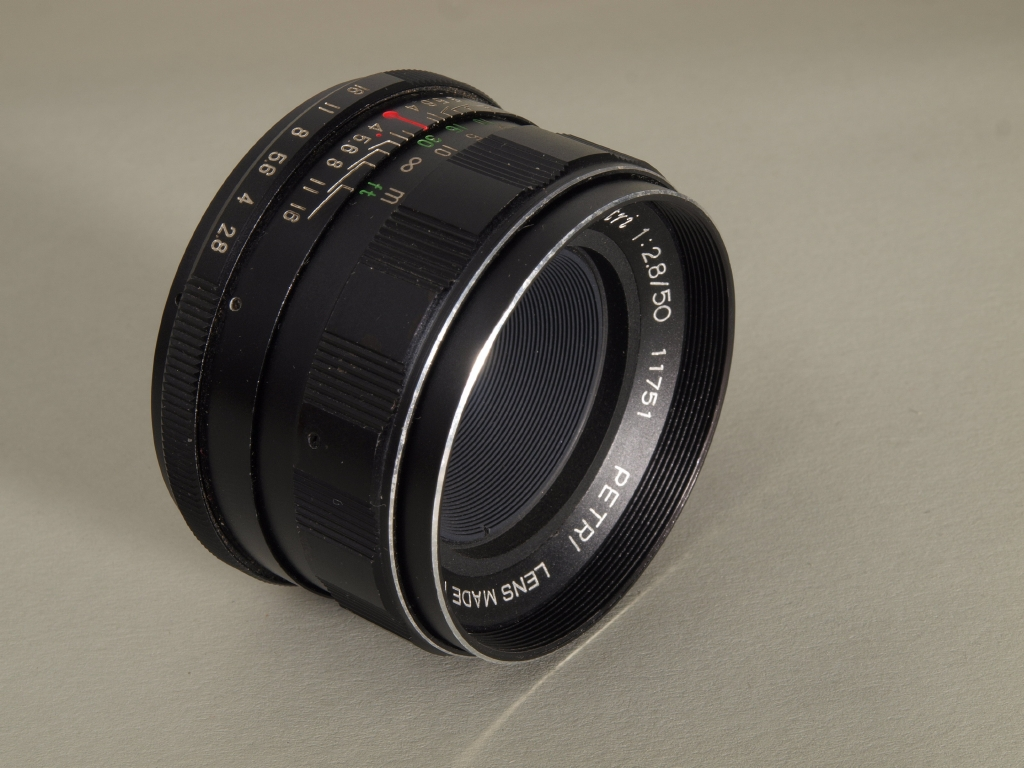
Petri 2.8 50mm

ペトリカメラは日本のカメラ産業黎明期の1907年に栗林製作所として創業した。最初の製品は1948年に発売されたスプリングカメラでローマ法王の「PATER」に由来している。社内公募にて世界に通用するブランド名を募集し選定された。
ペトリが初めて35mm一眼レフを発売したのは1959年で、M42マウントを採用した『ペトリペンタ』が最初の製品である。価格は同年に登場した『ニコンF』の約三分の一を実現しコストパフォーマンスの高さを誇った。
コストパフォーマンスを実現するために標準レンズの設計で無理をせず、レンズ口径を小さくしF値をf/2に抑えることでコストダウンを実現した。さらに無理のない設計により、画質低下を防ぐと同時にコンパクト化を達成した。スペック的な華やかさはないが実用性の高いレンズになった。また、ペトリは翌年に発売した『ペトリペンタV』からレンズマウントをスピゴット式に変更するが『ペトリペンFA-1』を最後に、M42マウントに移行した。
主なレンズ
- ペトリカメラ製  Petri Orikkor 50mm f/2  M42マウント[109]
- ペトリカメラ製  PETRI C.C. Auto 35mm f/2.8  ペトリスピゴットマウント[112]
- ペトリカメラ製  PETRI C.C. Auto 55mm f/1.8  ペトリスピゴットマウント[113]

### PENTAX

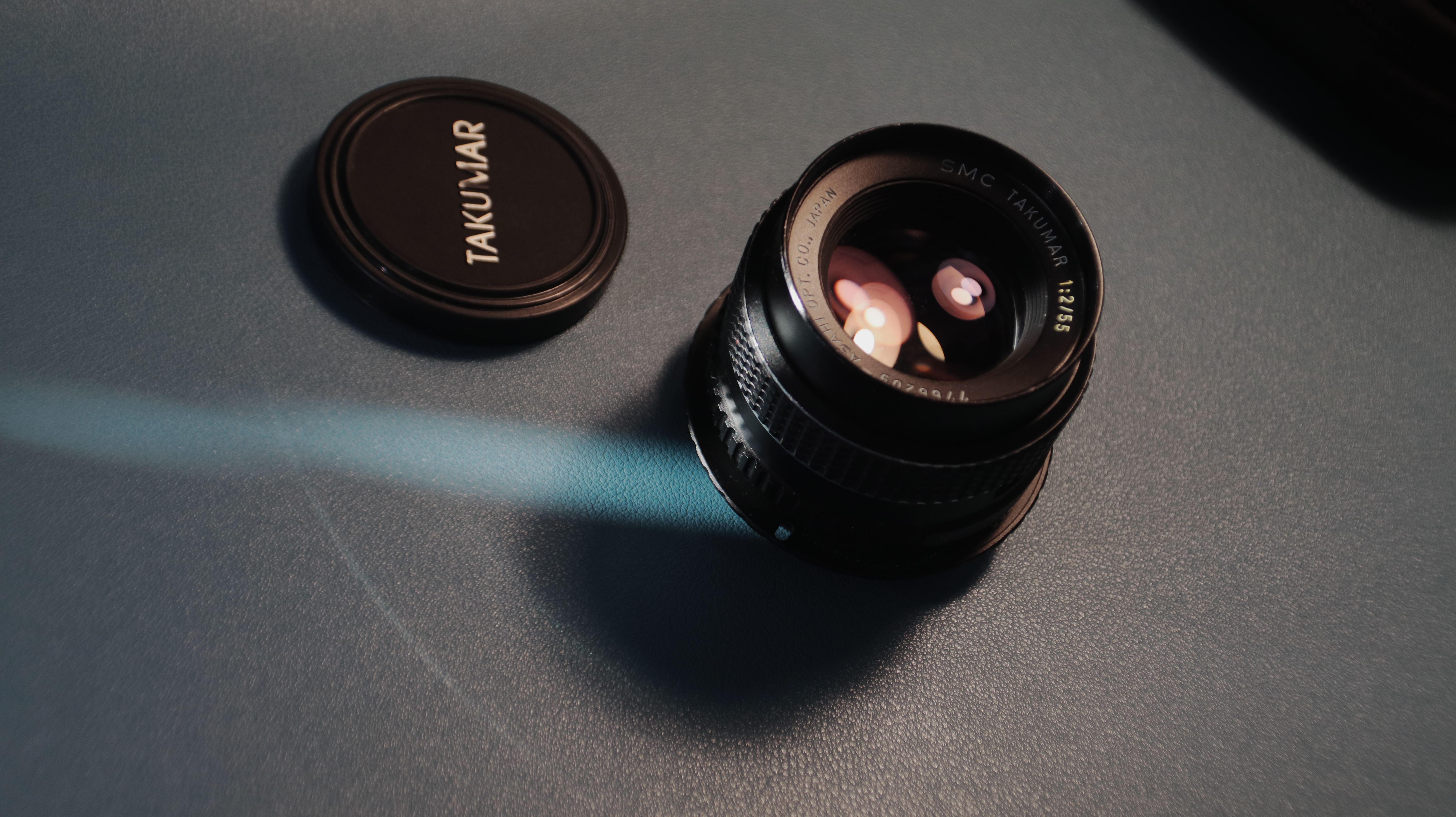
SMC Takumar 55mm 2

ペンタックスは1952年5月にアサヒフレックスⅠ型を発売した
。レンズマウントはアサヒフレックス専用の37mmスクリューマウント（通称M37マウント）が採用された。その後、旧東ドイツに有ったカメラメーカーカメラ・ウェルクシュテーテン・グーテ&トルシュにより開発され、1949年に発売されたプラクチカFXの登場によって名称が定着したM42マウント（別名：M42マウント）を採用した。1975年に、より簡単で迅速なレンズの取り付けと交換を可能にするとともに、自動絞り機能を備えたるためKマウントを新規に採用した。その後、Kマウントはいくつかの改良がなされAF機能や電子接点が追加され現在でも使用されている。
主なレンズ
- ペンタックス製  Auto Takumar 35mm f/2.3  M42マウント[引用 6]
- ペンタックス製  Super takumar 35mm f/3.5  M42マウント[117]
- ペンタックス製  SMC Takumar 105mm f/2.8  M42マウント[118]
- ペンタックス製  Super Takumar 55mm f/1.8  M42マウント[119]
- ペンタックス製  SMC Takumar 55mm f/1.8  M42マウント[119]

### ミノルタ

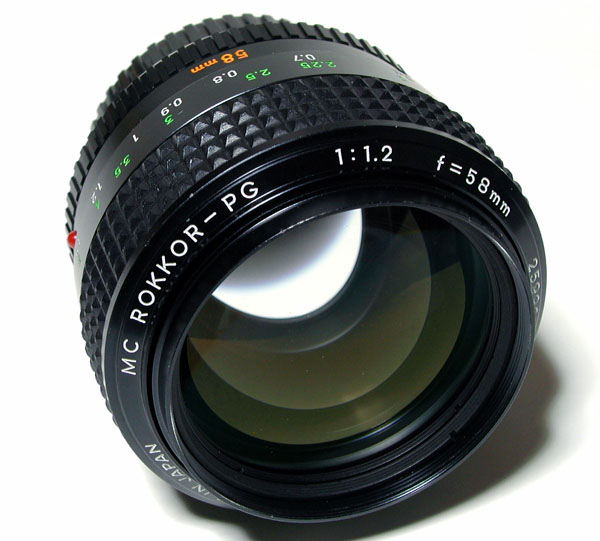
MC Rokkor-PG 58mm

ミノルタは田嶋一雄が1928年11月11日に「日独写真機商店」を設立し、ドイツから呼び寄せた技術者たちの指導を受け、カメラの自社製造を行った。1928年に一号機のニフカレッテを発売した。
1931年には社名を「モルタ合資会社」に変更する。1933年には、ブローニーフィルムを使う『ミノルタ』、『セミミノルタ』の2機種が発売される。製品名の「ミノルタ (MINOLTA)」は「Machinery and Instruments Optical by Tashima」の略称で、それ以降のカメラ製品に広く「ミノルタ」の名称が使われるようになった。また「ミノルタ」の名前には「稔る田 (みのるた)」の意味があるとも伝えられている。
また、ミノルタのレンズ名に『ロッコール』がつけられているが、これは、六甲山から付けたものである。世界初のマルチコートレンズとして高い評価を得るレンズが多くレンズ愛好家に珍重されている。
1962年にミノルタカメラ株式会社へ改称する。さらに、1994年には「ミノルタ株式会社」に改められた。
ミノルタのレンズは年代・形状によって4つに分類される。『SRレンズ』は『MCレンズ』以前の「AUTO」と表記さたものを指し開放測光に非対応である。『MCレンズ』は「MC」の表記があり。絞り優先AE、TTL開放測光に対応している。『MDレンズ』は「MD」の表記があり。MCレンズの後継で絞り環などの外装部材にプラスチックが使用されている。『newMDレンズ』は基本的にはMDと変わらないが、「ROKKOR」の表記がなくなっている。いずれのレンズもマウントは同じで、マウントアダプターで使用する場合はどのレンズでもマニュアル絞りで使用できる。
主なレンズ
- ミノルタ製  AUTO ROKKOR PF 55mm f/1.8  Minolta SR/MC/MD mount[125]
- ミノルタ製  MD W.ROKKOR 35mm f/1.8  Minolta SR/MC/MD mount[126][127]
- ミノルタ製  MC Rokkor-PG 58mm f/1.2  Minolta SR/MC/MD mount[引用 7][128]

### ヤシカ

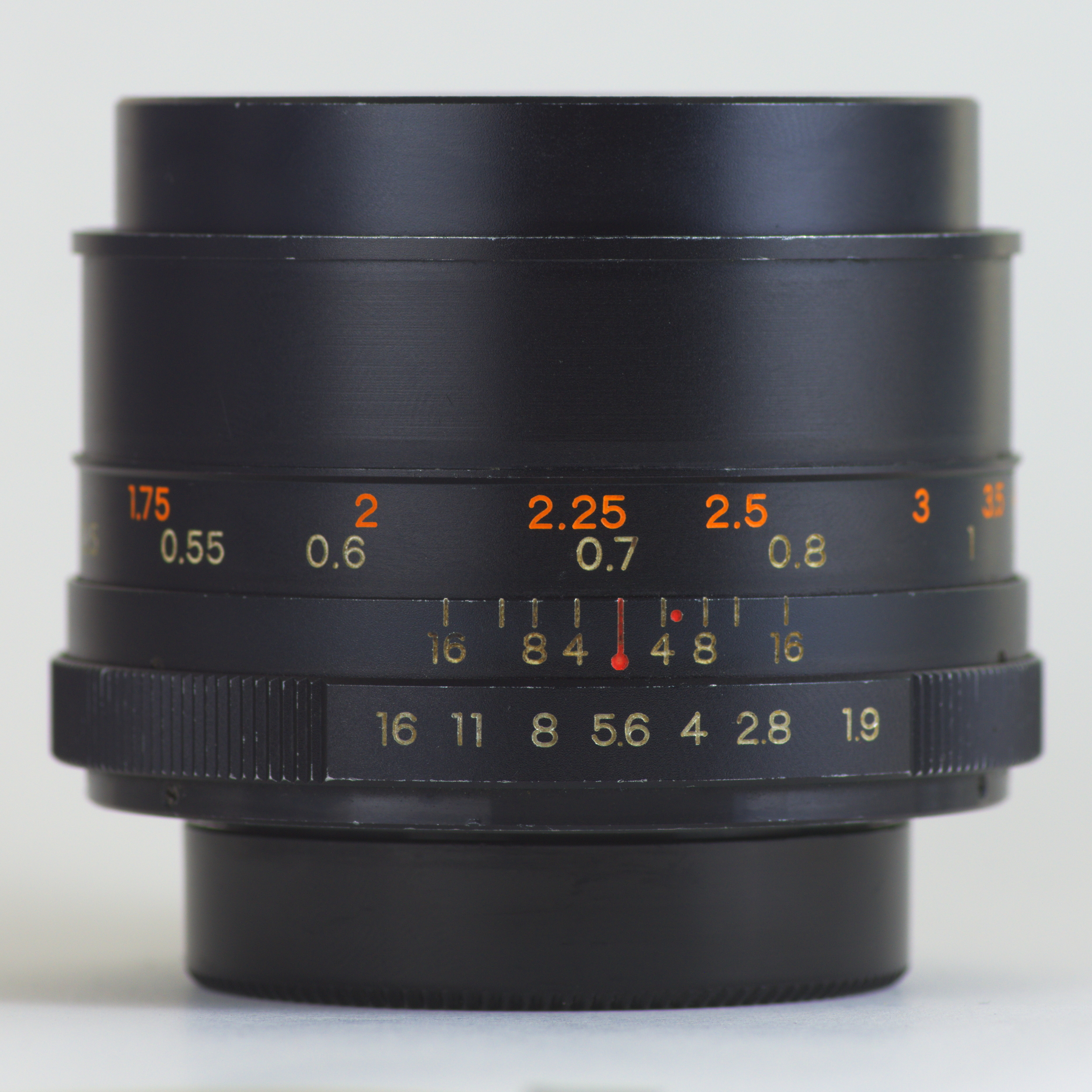
Auto Yashinon-DS 50mm 1.9

ヤシカ（後に京セラに吸収）の一眼レフの歴史は古い。1960年には一眼レフカメラの『ヤシカペンタマチック』を専用バヨネットマウントで発売した。ただし、自社でそろえた交換レンズの他に、M42マウントやエキザクタマウント用のマウントアダプターを出すことでレンズの選択肢を増やした。しかし、翌1961年にはM42マウントに切り替えた。
1974年9月にカール・ツァイスと提携し、翌1975年にコンタックスRTSを発売した。レンズマウントはバヨネットマウントのヤシカコンタックスマウント(Y/Cマウント)である。この新コンタックスはカール・ツァイスブランドの交換レンズの魅力にバックアップされて人気を博しマウント変更は成功した。
主なレンズ
- ヤシカ製  AUTO YASINON-DS 50mm f/1.7  M42マウント[130]
- ヤシカ製  ML 24mm f/2.8  ヤシカコンタックスマウント[引用 8][131]
- ヤシカ製  CONTAX Carl Zeiss Planar T* 50mm f/1.4  ヤシカコンタックスマウント[132]

### リコー

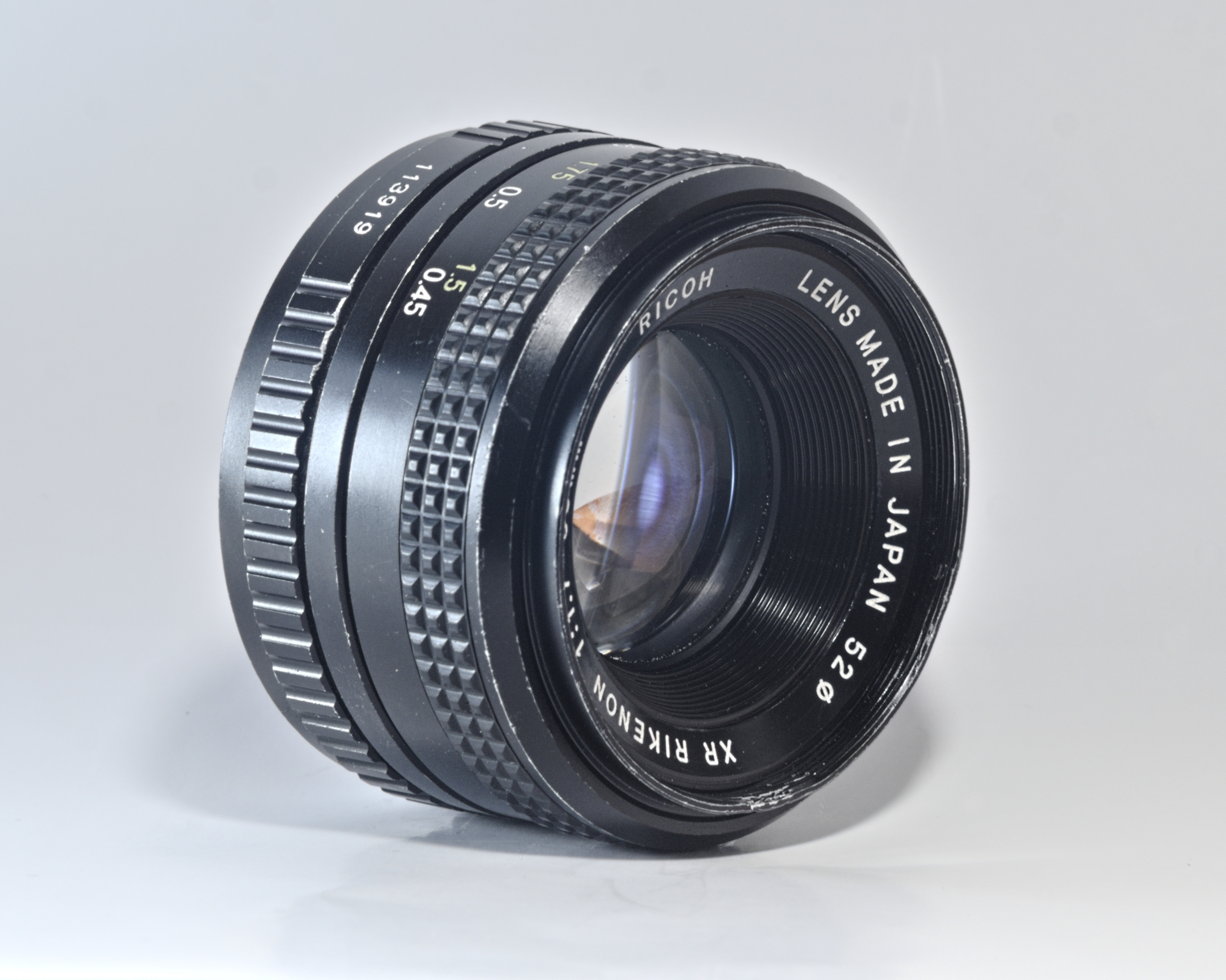
Ricoh XR Rikenon 1.7 50 mm

リコーはカメラの老舗であり、戦前は日本でポピュラーな127フィルムを使いながらライカと同等の機能を得ることをねらったカメラを開発していた。
一眼レフカメラの時代には、ペンタックスのカメラと互換性のあるM42マウントやKマウントを採用したカメラを発売していた。
主なレンズ
- リコー製 GR Lens 21mm f/3.5  ライカスクリューマウント[136]
- リコー製 GR 28mm f/2.8  ライカスクリューマウント[137]
- リコー製 XR RIKENON 50mm f/2（富岡光学OEM）  ペンタックスKマウント[92]

## フランスのメーカー

### アンジェニュー(Angenieux)

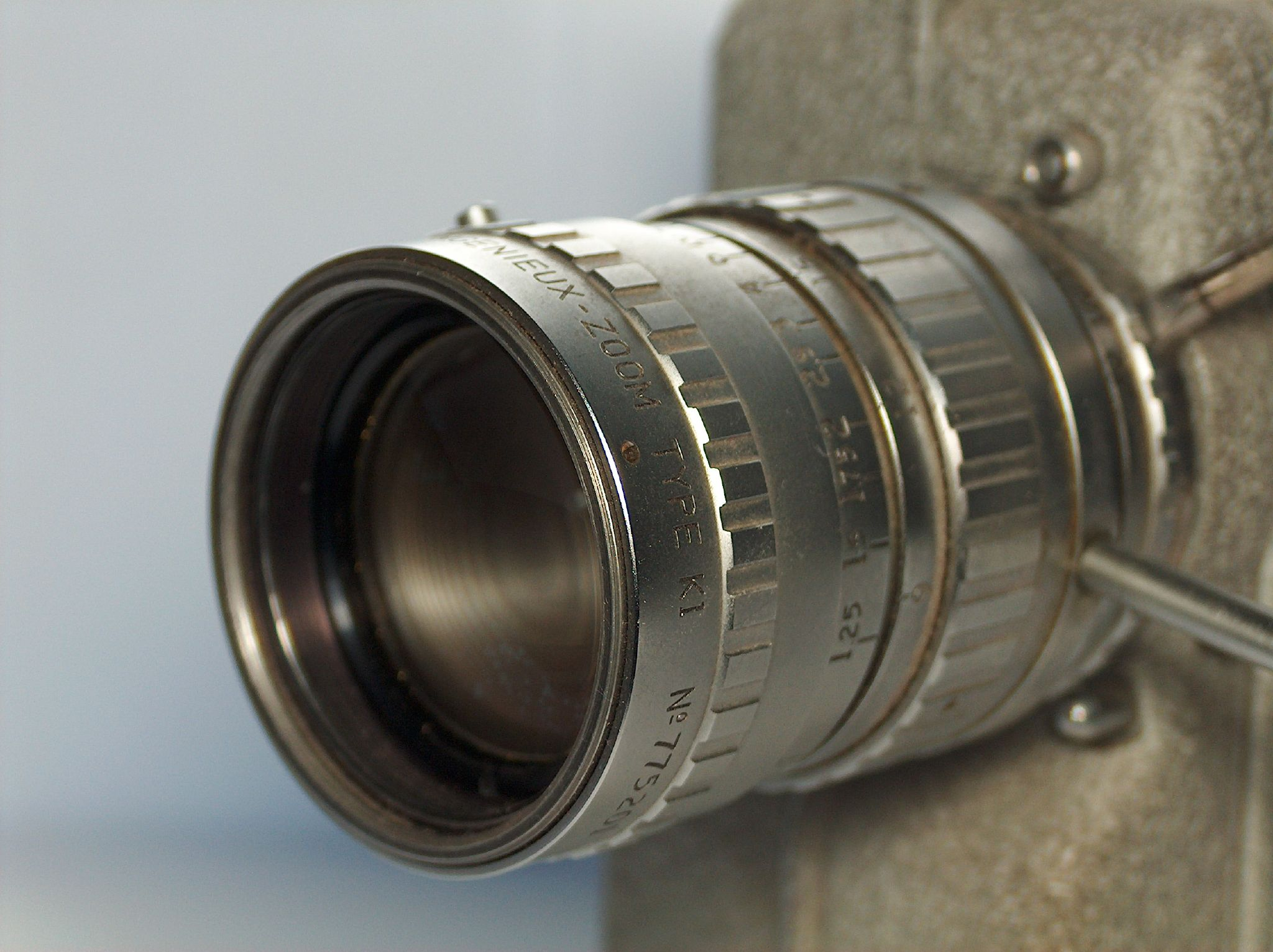
Angenieux lense

アンジェニューは1935年に創業された、シネレンズメーカーである。創業から一貫して高画質なレンズの設計と製造を行なっている。1950年にはスチルカメラ用の画期的な広角レトロフォーカス・レンズの設計開発も行なった。レトロフォーカスは望遠レンズ設計の逆の発想から生まれた製品であり、一眼レフカメラの問題点であったバックフォーカスの延長が可能となった。。1958年にメカニカル補正機能が付いたズームレンズを世界で最初に開発した。1969年にはアポロ計画にズームレンズを提供した。
主なレンズ
- アンジェニュー製 Angenieux S21 50mm f/1.5  M42マウント、エキサクタマウント他[140]
- アンジェニュー製 P.Angenieux Paris 35mm f/2.5 R1  エキサクタマウント[141]
- アンジェニュー製 P.Angenieux Paris 15mm f/1.3 41  Cマウント[142]

## ロシアのメーカー
共産主義体制下のソビエト連邦ではメーカーの概念がなく、同一設計の製品を複数の工場で生産していたが、主な工場はS・A・ズヴェーレフ記念クラスノゴールスク工場(S.A. Zverev KRASNOGORSKY ZAVOD)、リトカリノ光学ガラス工場（英語: Lytkarino Optical Glass Plant）、フェリックス・ジェルジンスキー記念工場（State enterprise Kharkov machinery plant）等があった。

### S・A・ズヴェーレフ記念クラスノゴールスク工場

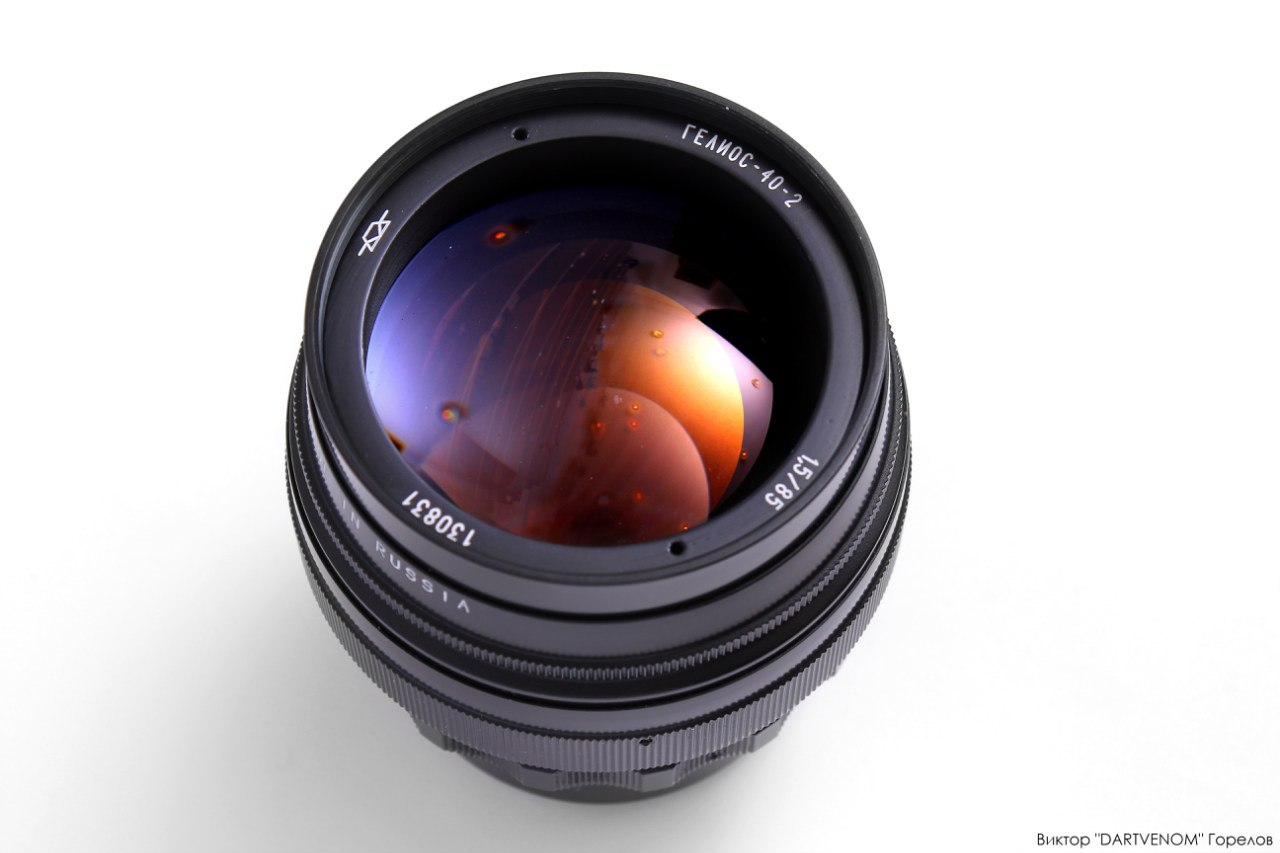
Helios-40-2

S・A・ズヴェーレフ記念クラスノゴールスク工場は略称がKMZである。この工場ではゼニット、ゾルキーと言ったブランドのカメラやレンズが製造されていた。
主なレンズ
- KMZ製 Orion-15 28mm f/6  ライカスクリューマウント[147]
- KMZ製 Industar-50-2 50mm f/3.5  M42マウント[148]
- KMZ製 Helios-40-2 85mm f/1.5  M42マウント[149]

### ルトカリノ光学硝子工場

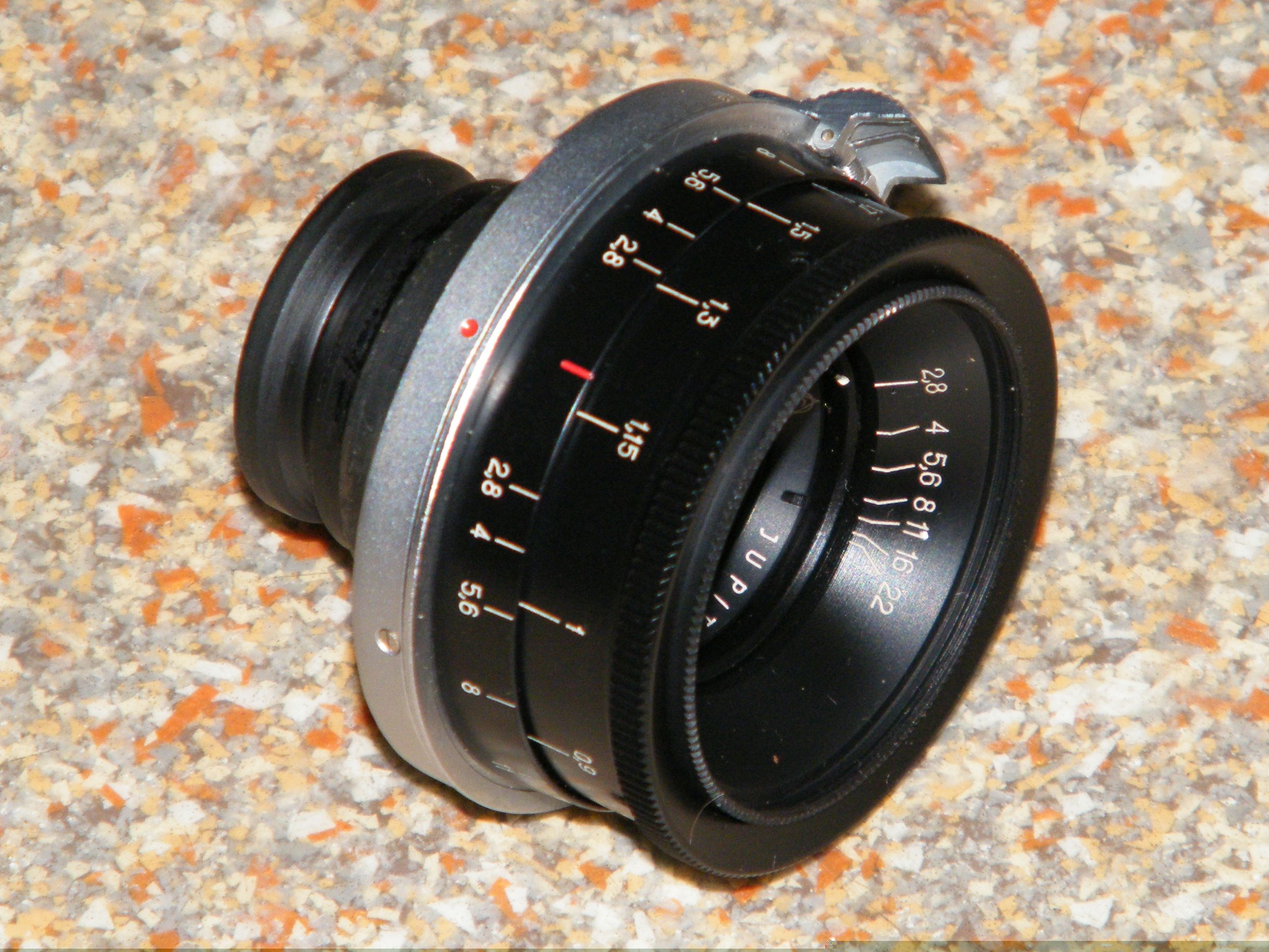
Jupiter-12 (Kiev mount)

リトカリノ光学ガラス工場は1934年に設立された。拠点はリトカリノ（英語: Lytkarino）におかれた。現在はシュヴァベホールディング（英語: Shvabe Holding）の傘下にある。LZOSと呼ばれることが多い。
主なレンズ
- LZOS製 Jupiter-12 35mm f/2.8  ライカスクリューマウント[150]
- LZOS製 Industar-61L/Z-MC 50mm f/2.8  M42マウント[151]
- LZOS製 Jupiter-9 85mm f/2  M42マウント、キエフマウント他[152]

### フェリックス・ジェルジンスキー記念工場

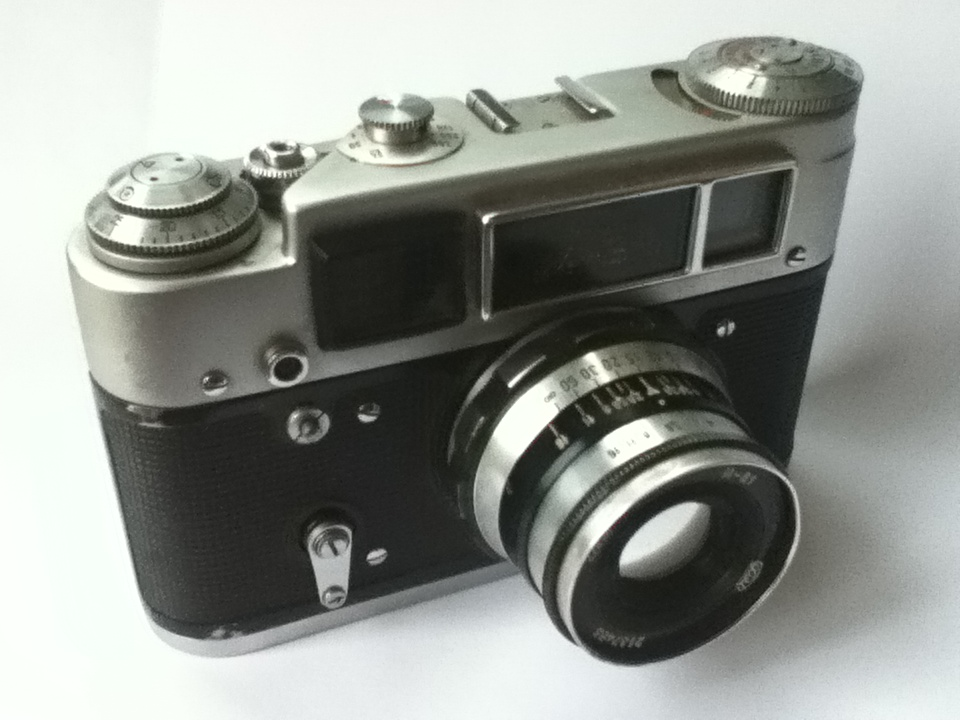
FED-4 with Industar 61

フェリックス・ジェルジンスキー記念工場は日本ではフェド（FED）と呼ばれている。1934年から1996年の間、ライカスクリューマウントを採用したコピーライカを主に生産販売していた。
主なレンズ
- FED製 industar-26m 5cm f/2.8ライカスクリューマウント[153]
- FED製 FED 28mm f/4.5  M39 ゼニットマウント[154]
- FED製 FED 50mm f/3.5  M39 ゼニットマウント[155]

## レンズ構成による分類

### ビオゴン(Biogon)

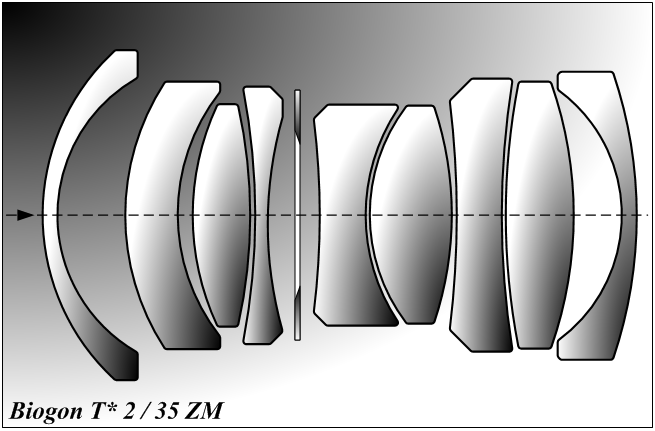
新レンズ構成図

ビオゴンは1932年にルートヴィッヒ・ベルテレがカール・ツァイスでゾナーに続いて設計したレンズである。ビオゴン以前のカール・ツァイス・コンタックス用の広角レンズはテッサーであったが開放F値（f/8）と大きく、周辺画質にも問題を抱えており、ライバルのライカに水を開けられていた。1937年に発売されたビオゴンはそれらの問題をすべて解決した。
1951年にベルテレは『ビオゴン21mm f/4.5』を設計するが、ゾナーを進化させたビオゴンとは根本的に設計が異なる。新しいビオゴンは絞りを挟んで対称型の構成であり、名前は同じビオゴンであるが全くレンズ構成は異なっていた。対称型のビオゴンは広い画角と平面性を維持したが、バックフォーカスが非常に短いという欠点があった。
主なレンズ
- カール・ツァイス製 Biongo 21mm f/4.5（新ビオゴン構成）  コンタックスCマウント[158]
- ライカ製 Super-Angulon-M 21mm f/3.4（シュナイダーOEM）（新ビオゴン構成）  ライカMマウント[159]
- KMZ製 Jupiter-12 35mm f/2.8（旧ビオゴン構成）  コンタックスCマウント[158]

### ダブルガウス(Double Gauss)

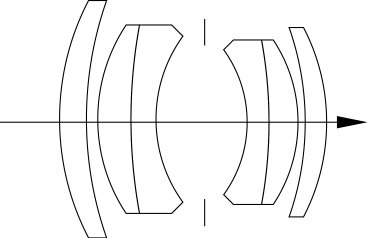
レンズ構成図

ダブルガウスは有名な数学者のカール・フリードリヒ・ガウス（Johann Carl Friedrich Gauß）にちなんで命名された「レンズの基本構成」(凸レンズや凹レンズの並び順)の名称である。
ダブルガウスレンズは、一眼レフカメラの長いバックフォーカスに対応できるとともに、レンズの大口径化にも対応できた。特に標準レンズにとても相性が良いことから近代レンズの基本形として扱われている。
フィルム一眼レフカメラにおける焦点距離50mmレンズのほぼ全てが、このダブルガウスと思って良いぐらい多数採用されている。また、50mm以外の焦点距離のレンズでも明らかにガウスタイプを元に改良したと思われるレンズ構成が多数発見できる。
ダブルガウスのもとになったガウスタイプは1817年に望遠鏡の収差改良を目的に凸凹のメニスカスレンズ2枚によって構成されるレンズタイプが発明された。アメリカのアルヴァン・クラーク（1832～1897年）が、このガウスの望遠鏡の対物レンズを2つ向かい合わせにし、あいだに絞りを入れることで、収差が改善することを発見し特許を取得した。その後ドイツ人のパウル・ルドルフが改良をし、大口径レンズの定番となった。
主なレンズ
- カール・ツァイス製 ZEISS Planar T* 1.4/50  ライカスクリューマウント[163][164][165]
- 旭光学製 Super-Takumar 50mm f/1.4  M42マウント[166]
- ライカ製 Summicron 35mm f/2  ライカMマウント[167]

### エルノスター(Ernostar)

レンズ構成図

エルノスターはルートヴィッヒ・ベルテレ（Ludwig Jakob Bertele）が1923年エルネマン在籍時に発明したレンズである。エルノスター10cm F2とエルノスター12.5cm F1.8を設計開発した。この2つのレンズは当時世界もっとも明るいレンズであり、エルマノックスに装着されて夜間の手持ち撮影を可能にした画期的なレンズであった。
このレンズはトリプレットの進化型であり、トリプレットレンズの1枚目の凸レンズと2枚目の凹レンズの間に凸レンズを追加した形である。レンズの追加により集光力がアップし、開放F値を小さくすることが出来た。しかし、収差も増大するのでレンズ設計には困難が伴った。
主なレンズ
- アンジェニュー製 P.Angenieux Paris 90mm f/1.8 P1  エクサクタマウント[170][171]
- ペンタコン製 Prakticar 50mm f/2.4  プラクティカBマウント[171]
- 三協光機製 Super-komura 135mm f/2.8  M42マウント[171]

### キノプラズマート(Kino Plasmat)

Plasmatレンズ構成図

ヒューゴ・メイヤーのキノプラズマは1922年頃に元カール・ツァイスの部長だったパウル・ルドルフによって設計された。プラズマート（ドイツ語: Plasmat）はゲルツの代表的なレンズであったダゴールに触発されて設計されたものである。
プラズマートを映画用に設計し直したものがキノプラズマートである。キノ（Kino）はドイツ語で映画を意味する。キノプラズマートは映画用に特化することで、非常に明るい開放f/1.5とf/2を実現した。構成はプラズマートを踏襲しつつも、メニスカスレンズ（凹凸レンズ meniscus lens）を絞りに向かって対象に配置するという極めて独創的な設計であった。その描写力はスチルカメラとしても優秀だったため、ライカスクリューマウントも発売された。
主なレンズ
- ヒューゴ・メイヤー製 Kino Plasmat 5cm f/1.5  ライカMマウント[173]
- ダルメイヤー製 Speed Anastigmat 25mm f/1.5  Cマウント[174]
- ヒューゴ・メイヤー製 Kino Plasmat 25mm f/1.5  Cマウント[175][176]

### ペッツバール(Petzval)

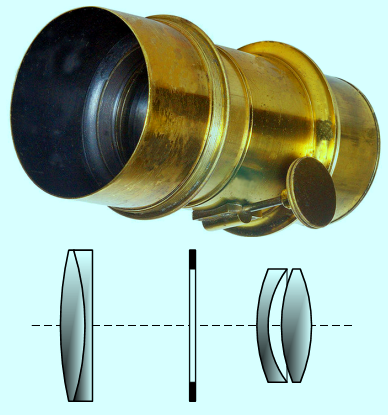
レンズの写真とレンズ構成

1939年にルイ・ジャック・マンデ・ダゲールによってダゲレオタイプと呼ばれる銀板写真の技術が発明された。ダゲレオタイプのカメラには当初はフランスのシャルル・シュバリエ（フランス語: Charles Chevalier）のレンズが使われていた。しかしこのレンズの開放F値はf/15ととても暗く、当時の感光素材の感度の低さも相まって長時間露光を余儀なくされた。
スロバキア生まれのレンズ設計者であり数学者であったウィーン大学の教授であったジョセフ・マキシミリアン・ペッツヴァールは、同じウィーン大学のアンドレアス・フォン・エッティングスハウゼン（ドイツ語: Andreas von Ettingshausen）からダゲレオタイプのカメラレンズについて相談を受け、新しいレンズの設計を開始した。
1840年にペッツバールレンズは完成した。ダゲレオタイプが当初採用していたレンズと比較すると22倍の集光力があり、開放F値はf/3.6という当時では画期的な明るさを実現した。レンズの製造はフォクトレンダーが担当した。
主なレンズ
- フォクトレンダー製 Voigtlander Wien No.2062 Pezval about 150mm f/3.5-4  マウントなし[178]
- エルネマン製 Kinostigmat 50mm f/2  マウントなし[179]
- BeLOMO製 KO-120M 120mm f/1.8  マウントなし[180]

### レトロフォーカス(Retro Focus)

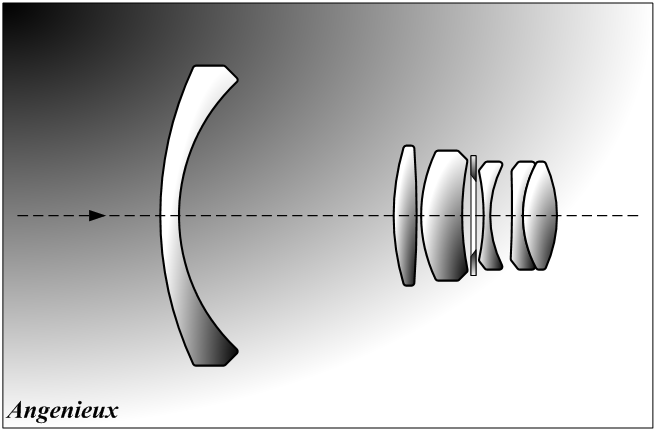
レンズ構成図

レトロフォーカスとはもともとシネマ用レンズの技術である。焦点距離はそのままでバックフォーカス（レンズ後端から撮影面までの距離をさす）を伸ばす方法である。1950年にフランスの光学メーカーのアンジェニューのピエール・アンジェニュー（Pierre Angenieux ）がスチル写真用で世界ではじめてレトロフォーカスレンズを発表した。
スチル写真界で一眼レフ化が進むと、レンジファインダー機と比較してバックフォーカスが4cm程度伸びることとなった。このため、元々バックフォーカスの長いレトロフォーカスは一眼レフ機との相性が良く、各社からレトロフォーカス構成のレンズが多数発表されるようになった。
主なレンズ
- アンジェニュー製 P.Amgenieux Raris 35mm f/2.5 R1  エクサクタマウント[182]
- ライカ製 Elmarit 28mm f/2.8  ライカMマウント[177]
- カール・ツァイス・イエナ製 Flektogon 20mm f/4  M42マウント[183]

### ゾナー(Sonnar)

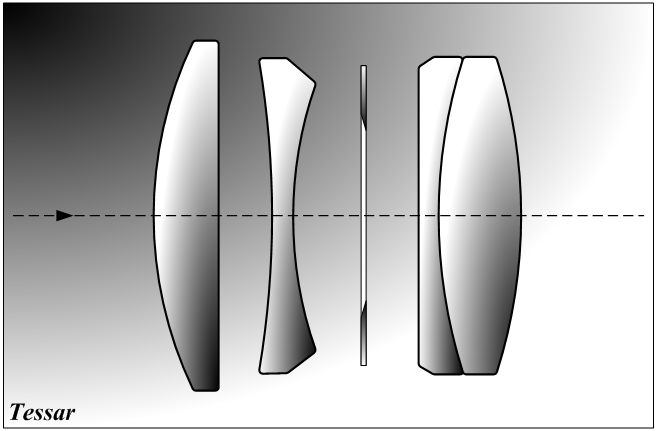
レンズ構成図

ゾナーは1931年、ドイツのレンズ設計者であるルートヴィッヒ・ベルテレによってエルノスターを改良して設計され誕生したレンズである。ゾナーは初代コンタックス用の50mmレンズでf/=1.5やf/=2.0と大変明るいレンズでほぼ完成された性能のレンズであった。
ゾナーの解像力はガウスより低いが、ガウスよりもコントラストが高く、フレアやゴースト、グルグルボケなどの発生も抑えられている。また、玉ボケの形や輪郭が美しくボケ方がガウスとは全く異なり芸術的で美しいボケの表現ができる。
主なレンズ
- カール・ツァイス製  Sonnar 5cm f/1.5T  コンタックスCマウント[186]
- カール・ツァイス製  Sonnar 5cm f/2  コンタックスCマウント[187]
- KMZ製  Jupiter-8 50mm f/2  ライカスクリューマウント[188]

### テッサー(Tessar)

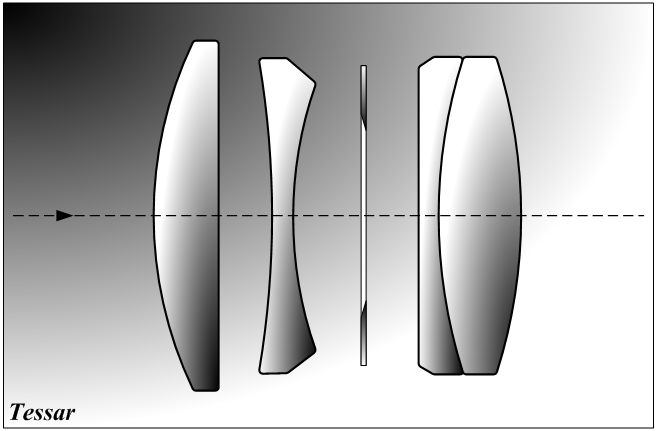
レンズ構成

テッサーは1902年カーツツァイスのパウル・ルドルフ（Paul Rudolph）によって発明された3群4枚のアナスチグマートの発展形である。俗称「鷹の目テッサー」と呼ばれておりシャープな描写が特徴である。テッサーは高性能なわりに製造しやすい構造のため登場すると、すぐにトリプレットに取って代わることとなった。
古今東西様々なレンズが存在するが『テッサー』はカメラ史上に多大な影響を与えたレンズである。
『ライツ・エルマー』や『フォクトレンダー・スコパー』、『コダック・エクター』など世界中のカメラ・レンズメーカーに影響を与えた。
主なレンズ
- カール・ツァイス・イエナ製  Tessar 50mm f/2.8  Exakta mount[191]
- コダック製  Ektar Lens  44mm f/3.5  独自マウント[192]
- ライカ製  Elmar 9cm f/4  ライカMマウント[193]

### トポゴン(Topogon)

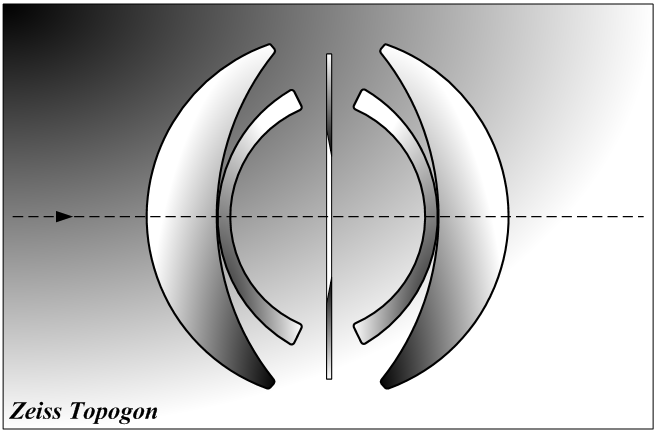
レンズ構成図

トポゴンは二つのルーツを持つ広角レンズである。一つは、ゲルツのエミール・フォン・フーフによって設計されたハイペルゴン（Hypergon）という絞りを挟んで、対称型の2枚で構成されているレンスである。対称構成のため平面像を得ることが出来たが、複雑な収差が補正できなかったためレンズはF20〜40まで絞り込んで使用する必要があった。
もう一つのルーツはダブルガウスである。1933年、ロベルト・リヒテルはハイペルゴンとダブルガウスを組み合わせてトポゴンを設計した。初期のトポゴンは暗いレンズであったので建築写真等で使われることが多かった。また、画角が広く歪曲が少ないという特徴があったため、航空写真用レンズとして採用されることもあった。
主なレンズ
- KMZ製 Orion-15 28mm f/6  ライカスクリューマウント[195]
- KMZ製 Orion-15 28mm f/6  ライカスクリューマウント[195]
- ニコン製 AI Nikkor 105mm f/2.5  ニコンFマウント[196][197]

### トリプレット(Triplet)

レンズ構成図

トリプレットは1893年イギリスでハロルド・デニス・テイラー（Harold Dennis Taylor）によって発明された3群3枚の写真レンズである。構成は2枚の凸レンズの間に凹レンズが挟み込まれた非対称型レンズ構成である。
主なレンズ
- メイヤー・オプティック・ゴルリッツ製  Trioplan 100mm f/2.8  エクサクタマウント[199]
- カール・ツァイス製  Triotar 8.5cm f/4  コンタックスCマウント[200]
- エルンスト・ルートヴィヒ製  Meritar 50mm f/2.9  エクサクタマウント[199]

### クセノタール(Xebotar)

レンズ構成図

クセノタールタイプのレンズの元祖は、旧東ドイツのカール・ツァイス・イエナが製造したビオメターである。1949年にカール・ツァイス・イエナのハリー・ツェルナー（Harry Zöllner）によって設計された。ビオメターはダブルガウスと形が似ているが3群目が1枚の凹レンズである点が異なっている。
開発当初はテッサーより高性能でダブルガウスより安価なレンズを目指していた。しかし、3群目の凹レンズの生産性が低く当初の計画通りに安価に製造することは出来なかった。
太平洋戦争直後の日本では、貴重な歴史的資料・書物の保管に、マイクロファイルシステムの導入を決めた。しかし、当時のシステムに装備された光学系では、F値が暗く解像力も不足していた。アメリカ合衆国ではマイクロファイルシステムに必要な光学系に要求された精度はアルファベットの小文字の「e」と「c」判別が可能であることであった。米国の場合、英字新聞の縮写が解像限界であっても使用することが可能であった。しかし、このシステムで漢字を解像する事は不可能だった。特に当時の漢字は字画が多いために、判別にはアルファベットの数倍もの解像力が必要だった。
前記のような日本を取巻く環境と背景があり、官民合同で検討が始まり設計上の試行錯誤を繰り返し二度の試作を経て、昭和31年にＳ型カメラ用マイクロニッコール5cm F3.5が発売さた。このレンズは、クセノター型で独創性にとんだレンズであった。
主なレンズ
- 富士フイルム製 EBC X-Fujinon 55mm f/1.6  フジカAXマウント[205]
- ニコン製 Micro Nikkor P･C 55mm f/3.5  ニコンFマウント[206]
- ニコン製 AI Nikkor 105mm f/2.5  ニコンFマウント[207][208]

## 収差等による分類

### フレアー・ゴースト

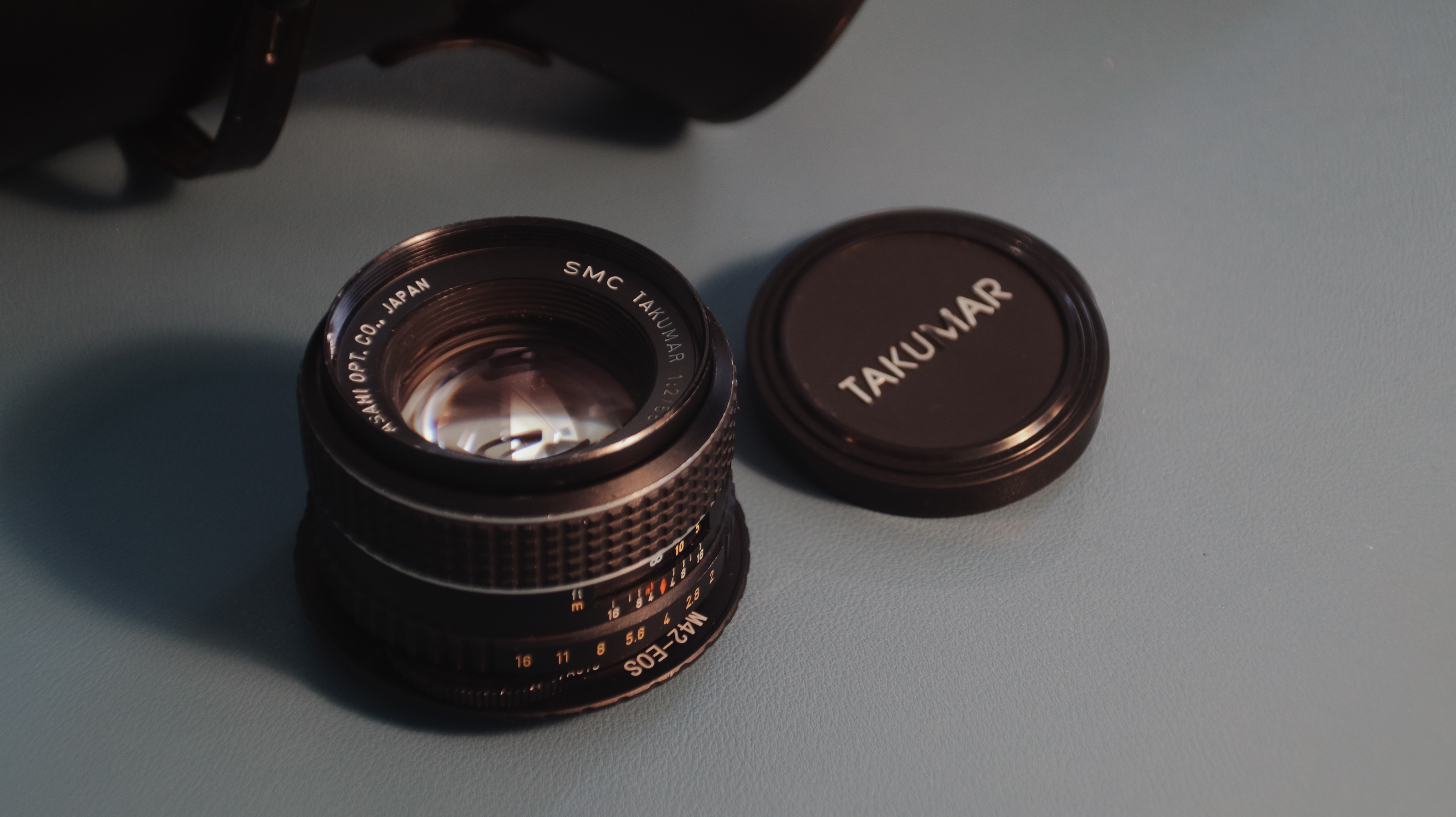
Super-Takumar 55mm 1.8

フレアとはカメラレンズやカメラボディのなかで光が反射することで、画面にカブリやムラが出る現象のことをさす。フレアは、太陽の光などの強い光の方向にレンズを向けると、レンズ面やレンズの鏡胴内で有害な光が反射して発生する光のカブリが発生する。これが原因で画像の一部または全体が白っぽくなったりシャープさを欠いたりする。
ゴーストとは、逆光時などにレンズ内に太陽光の強い光が入ると、レンズ内で反射した光が絞りの形や楕円などとして写る、光の像のことである。
主なレンズ
- ライカ製 Summarit 5cm f/1.5  ライカMマウント[211]
- 旭光学製 Super-Takumar 55mm f/1.8  M42マウント[212]
- KMA製 Jupiter-8 50mm f/2  ライカスクリューマウント[213]

### バブルボケ・玉ボケ

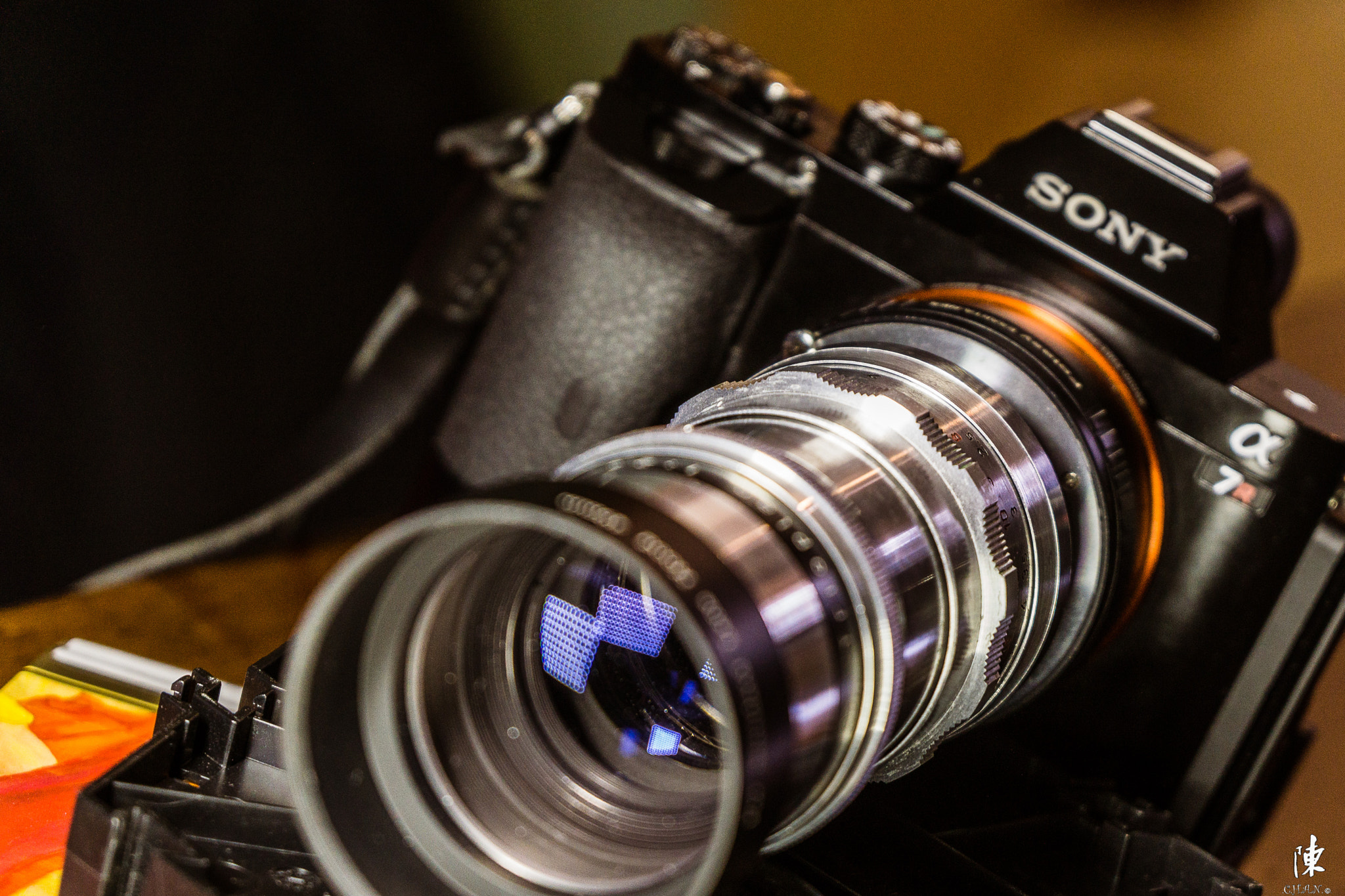
Trioplan 100mm 2.8 with Sonyα

収差の影響を無視すれば、点の像がボケると絞りの形になる。つまり、点の被写体から出た光はレンズを通るとピント面で1点に集まる。この点の像を形成する光束は絞りの開口（射出瞳）を底面とし、ピント面に頂点を置く錐（すい）の形になる。絞り開口は通常円形なので点の像がボケると玉の形になる。しかし、口径食の影響で本来丸いはずのボケがレモン型になったりする。また、球面収差の補正を過剰にしているレンズは、玉ボケの輪郭にこのような「縁取り」が出るためバブルボケと呼ばれる。
主なレンズ
- メイヤー・オプティック・ゴルリッツ製 Trioplan 100mm f/2.8  エキサクタマウント[216]
- KMZ製 MC Zenitar-ME1 50mm f/1.7  M42マウント[217]
- LZOS製 Industar-61L/Z-MC 50mm f/2.8  M42マウント[218]

### ぐるぐるボケ

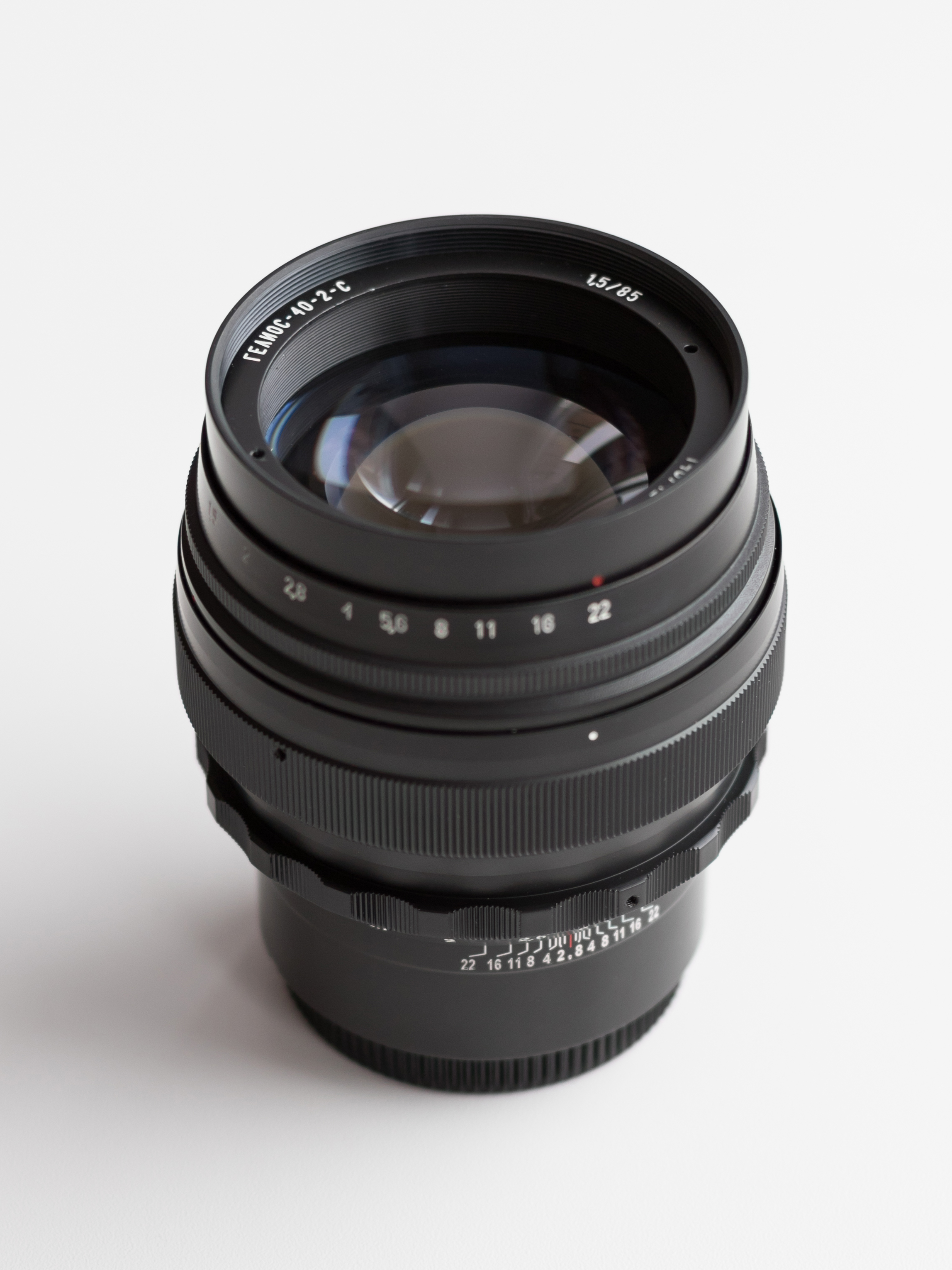
Helios 85mm 1.5

レンズの非点収差によって、周辺部が同心円方向に流れる場合に発生する。
非点収差は、本来一点に集まるはずの光が一点に集まらずボケとして現れる収差のことをさす。軸上に現れる非点収差は球面収差と呼ばれ、画像の周辺に現れるものを非点収差と呼ぶ。
ぐるぐるボケをきれいに出すには、非点収差がでやすいように絞りは開放付近で撮影する。背景に玉ボケの輪郭がはっきりするような被写体である木漏れ日やイルミネーション、白と黒など明暗差の大きい色味のもの選ぶ。背景全体に玉ボケが散らばっている構図を選ぶこと等が必要である。
主なレンズ
- KMZ製 Helios-40-2 58mm f/2  M42マウント[223]
- カール・ツァイス・イエナ製 Biotar 75mm f/1.5  エキサクタマウント[224]
- KMZ製 Helios-40-2 85mm f/1.5  M42マウント[225]

### 滲み

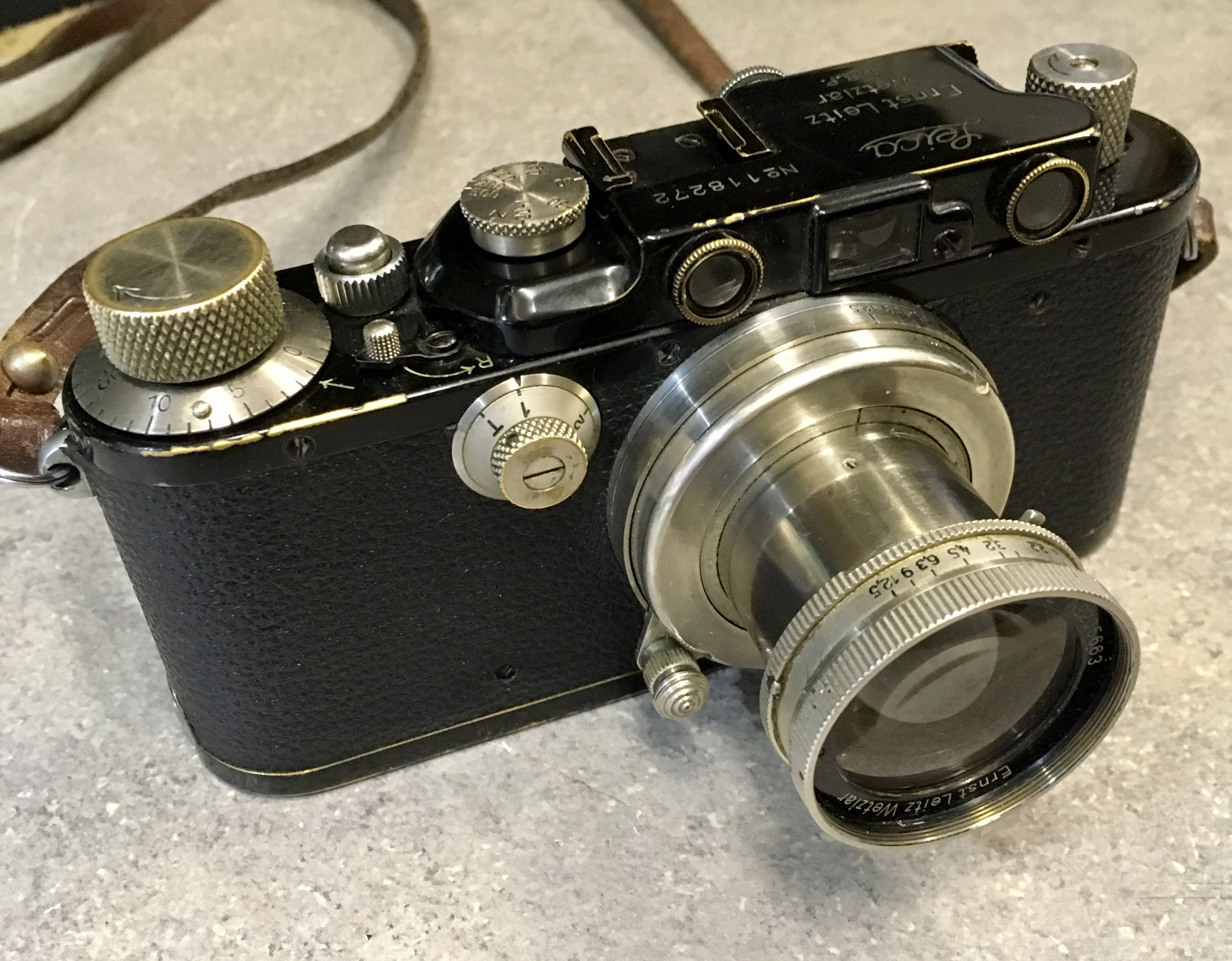
Leica III with Summar 5cm 2

画面全体で被写体が紫や緑に滲む原因は、レンズに真っすぐ入ってくる光の屈折角度（屈折率）の違いによって起こっている。レンズを通過する光は、波長が異なると屈折する量(角度)が変わる特性があるため、結果的に色の違いによってピントの位置がずれる。これを軸上色収差と呼び、写真家の間ではいわゆる「眠い画」と呼ばれる。この症状は絞りを絞る事で抑える事ができる。近年、敢えてこの様な収差が残ったレンズを好んで芸術表現として使うユーザーが増えた為一概に軸上色収差が悪いとは言えない。
中央の滲みではなく周辺で緑や紫の滲みが出る原因は倍率色収差である。斜めに入ってくる光の屈折角度（屈折率）が違う為に起こる収差であり、像高方向にズレる現象を倍率色収差と呼ぶ。こちらも同様に、敢えて収差が残っているレンズを好んで使用するユーザーが増えた為、一概に悪いとは言えない。
収差を好むためにオールドレンズを選ぶ写真家が存在する。収差が補正されて解像度が高く精密に写る現代のレンズでは味うことのできない世界がそこにはあるといわれている。
主なレンズ
- ライカ製 Summar 5cm f/2  ライカスクリューマウント[231]
- ライカ製 Summilux-M 35mm f/1.4  ライカスMマウント[232]
- ライカ製 Summarit 5cm f/1.5  ライカスクリューマウント[233]

### 周辺光量落ち

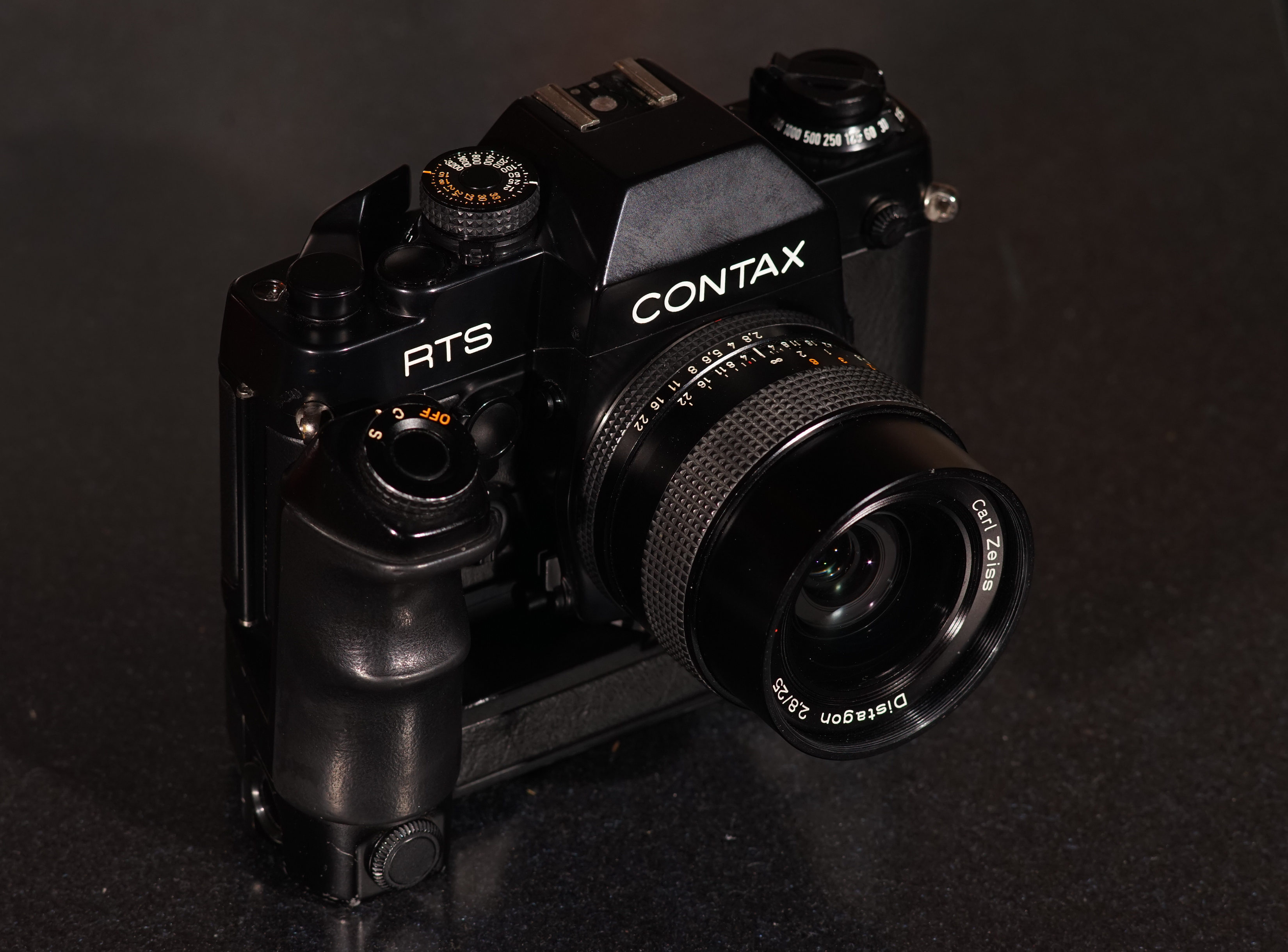
Contax RTS II with Distagon 25mm 2.8

本来は、写真は画面全体が均一に露光されているため同じ明るさで写真は見えるはずであるが、レンズを開放気味で撮影した際に発生する現象で特に広角レンズのほうが周辺減光は目立つ。口径食とコサイン4乗則が周辺減光の原因である。つまり、レンズ周辺部から画面に侵入する光が遮られたり減ることで中心部に比べると周辺が暗くなってしまう事が発生する。レンズを取り付けている鏡筒内の枠などが斜めから入る光を邪魔してしまうのが口径食、光軸に対して光の入射角度が鈍角になることでレンズを通過した際に周辺光束が細くなるた光量の減少をもたらすのがコサイン4条則になる。
主なレンズ
- KMZ製 Orion-15 28mm f/6  ライカスクリューマウント[235]
- カール・ツァイス製 Distagon T*25mm f/2.8  ヤシカコンタックスマウント[236]
- カール・ツァイス製 Hologon T*16mm f/8  ライカスクリューマウント[237]

### 引用
1. ↑  『セプタックはイルフォードのレンジファインダーカメラ「ウィットネス」の標準レンズでダルメイヤーのフラッグシップレンズだ。このレンズの名前の由来は7を表すラテン語のセプトから来ている。7という数字はレンズの構成枚数に由来しておりセプタックが7枚構成ということがわかる。』（オールドレンズ 銘玉セレクション 110頁1行目〜9行目より引用。） (上野 2022, pp. 110–111)
2. ↑  『ズイコーは暗いレンズに名玉あり、と聞いた覚えがある。普及価格帯の暗いレンズでも、オリンパスのレンズはよく写るという意味だ。』（日常が非日常に写るオールドレンズマジック 14頁1行目〜4行目より引用。） (澤村マジック 2022, pp. 14–15)
3. ↑  『FLマウントはオールドレンズの鬼門だ。FDマウントと構造的に互換性があるものの、アダプターに装着できるレンズと出来ないレンズが混在する。一部のFLマウントレンズは後玉周辺部に段差があり、これが一般的なFDマウントアダプターだと内部干渉してしまうからだ。』（銘玉＆迷玉172本をアーカイブ OLD LENS BEST SELECTION オールドレンズ・ベストセレクション 60頁 上段1行目〜9行目より引用。） (澤村OLD 2018, p. 60)
4. ↑  『大口径広角レンズは、現在の光学技術を持ってしてようやく実現可能になった製品化の難しいジャンルといえるだろう。その先駆けとなったのが、FD 24mm f/1.4 S.S.C. ASPHERICALだ。』（銘玉＆迷玉172本をアーカイブ OLD LENS BEST SELECTION オールドレンズ・ベストセレクション 52頁3行目〜8行目より引用。） (澤村OLD 2018, pp. 52–53)
5. ↑  『この標準レンズは開放f/1.2と明るく、大きなボケが期待できる。1960年代から1970年代にかけて、レンズメーカーは標準レンズの大口径化を競い合っていた。そのため、このレンズもだいぶ無理をして大口径化しており、それなりに収差が多い。ただ、オールドレンズファンにしてみると、開放の柔らかい描写はご褒美以外の何ものでもない。』（ソニーα７シリーズではじめるオールドレンズライフ 26頁10行目〜16行目より引用。） (澤村α 2021, pp. 26–27)
6. ↑  『Takumarシリーズの広角系。5群6枚のレトロフォーカス型。映画用レンズを製造するP.Amgenieux Parisが1950年に発売したRETROFOCUS TYPE R1 35mm f/2.5と同等の構成であるといわれている。標準域のタクマーとは異なるドラマチックなオトナの写りがこのレンズの魅力だ。』（ポートレートのための オールドレンズ入門 〜オススメの50本〜 32頁1行目〜5行目より引用。） (鈴木 2021, pp. 32–33)
7. ↑  『本レンズは「鷹の目ロッコール」のキャッチコピーで親しまれ、その鋭い描写に定評がある。「ロッコールの王様」と呼ぶ人もいて、数あるロッコールレンズの中でも人気の高い1本だ。』（銘玉＆迷玉172本をアーカイブ OLD LENS BEST SELECTION オールドレンズ・ベストセレクション 118頁1行目〜6行目より引用。） (澤村OLD 2018, pp. 118–119)
8. ↑  『ヤシカML24ミリF2.8は、その富岡光学が製造したと言われているヤシカ/コンタックスマウントの広角レンズである。』（銘玉＆迷玉172本をアーカイブ OLD LENS BEST SELECTION オールドレンズ・ベストセレクション 186頁9行目〜13行目より引用。） (澤村OLD 2018, pp. 186–187)